# BASTARD!! -暗黒の破壊神-
『BASTARD!! -暗黒の破壊神-』（バスタード あんこくのはかいしん）は、萩原一至による日本の漫画。

## 概要
主人公であるダーク・シュナイダーが世界の命運を担い、戦士や魔物、強大な力を持つ「邪神」、天使や悪魔らと戦うバトルストーリー。ダーク・ファンタジー寄りのファンタジー漫画である。2020年9月時点で累計発行部数は3000万部を突破している。
物語当初は、魔法使いであるダーク・シュナイダーと大神官の娘ティア・ノート・ヨーコを中心とした、中世風な剣と魔法の世界でのヒロイック・ファンタジーとしての要素が色濃かった。しかしストーリーの展開とともにSF的な要素（サイエンス・ファンタジーの描写）も顕著となり、当初からのバトル路線は継続されているものの、天使や悪魔の出現から黙示録を絡ませた壮大な物語として繰り広げられている。
登場する呪文・人物・国、サブタイトルなどの名称の多くが洋楽ハードロック・ヘヴィメタルのバンド名・メンバーの人物、アルバムジャケットやタイトルをモチーフとしている。またオマージュの根幹であるファンタジーRPG（テーブルトーク/コンピューターゲーム）の他にも、漫画やアニメ、特撮、コンピューターゲームなどの作品のパロディが随所に見られる。コメディ描写も多く、性描写についても過激なシーンが多い。

## 来歴
1987年、ウィザードリィやドラゴンクエストなどファンタジーRPGの世界観自体は既に広まっていたものの、その系統の大手雑誌連載漫画作品としては当時まだ珍しかった時に、本作の序話である読切版『WIZARD!!〜爆炎の征服者〜』が、『週刊少年ジャンプ』に掲載され（単行本には第1話として収録）、翌1988年同誌で連載開始される。
『週刊少年ジャンプ』での連載が1989年に中断して以降、『週刊少年ジャンプ増刊』、再び『週刊少年ジャンプ』、『ウルトラジャンプ』（いずれも集英社）と掲載誌を移っており、休載を挟みつつ長期にわたって連載されていた。
- 1987年　週刊少年ジャンプ本誌にて『WIZARD!!〜爆炎の征服者〜』が読みきりとして掲載
- 1988年　週刊少年ジャンプ本誌にて「闇の反逆軍団編」連載及びコミックス刊行開始。
- 1989年　週刊少年ジャンプ本誌での連載が「地獄の鎮魂歌編」途中で中断。
- 1990年　週刊少年ジャンプ増刊（季刊）にて「地獄の鎮魂歌編」から再開。
- 1996年　週刊少年ジャンプ増刊（季刊）での連載が「罪と罰編」途中で中断[注 1]。
- 1997年　週刊少年ジャンプ本誌にて「背徳の掟編」連載開始[注 2][注 3]。
- 2000年　週刊少年ジャンプ本誌での連載が「背徳の掟編」途中で中断。旧来の単行本と併行して完全版刊行開始。同人誌として「未使用・改訂版」を発表。
- 2001年　ウルトラジャンプで不定期連載ながらも「背徳の掟編」再開。
- 2002年　成人向け同人誌として「カイ・ハーン大解毒」を発表。
- 2005年　成人向け同人誌として「シーラ姫おしゃぶり治療」を発表。
- 2008年　ウルトラジャンプにて「背徳の掟編」終了。
- 2009年　ウルトラジャンプにて「罪と罰編」が「魔力の刻印篇」として再開。
- 2010年　ウルトラジャンプ6月号を最後に「魔力の刻印篇」が中断。
- 2017年　成人向け同人誌として「桑－トリプルおしゃぶり治療（仮）」を発表。

※（萩原一至の記事も参照）

## あらすじ
プロローグ
かつて、人の力「科学」によって生み出された「破壊神アンスラサクス」と「邪神群」の手により文明は崩壊した。この災害「大破壊」を生き残ったわずかな者達は新たな文明の力、「魔法」を手にし、血と肉と鋼とそして魔力の時代を迎えた。
それから四百年。絶大な力を持ち、配下に四天王や闇の軍団を率い大陸に征服戦争を仕掛けた爆炎の魔術師「ダーク・シュナイダー （以下D・Sと表記）」は、多くのゴーレムを操り長きに渡り大国や五英雄達と争った末、伝説の「竜戦士」となった竜王子ラーズ・ウルと相打ちになり滅ぼされる（魔操兵戦争）。
だがこの際、D・Sは密かに転生の秘術を用い赤子の身の内に転生する。しかし五英雄の一人ジオ・ノート・ソートによって覚醒する前に封印され、ジオの娘ヨーコと共にルーシェ・レンレンとして争いとは無縁の暮らしをすることになる。
闇の反逆軍団編
魔操兵戦争から15年後、D・Sのかつての配下だった四天王が大陸の四つの王国に侵攻を開始した。
侵攻は列国最強のジューダス王国を降して、ティア・ノート・ヨーコたちが住むメタ＝リカーナ王国にも迫った。その対抗のため、ヨーコは父親・ジオから授けられた魔法を用い、ルーシェの中に眠るD・Sを復活させる。復活したD・Sは己の欲望である世界征服を宣言するものの、ヨーコの説教もありしぶしぶ侵攻勢力と戦った。結果、メタ＝リカーナを守護して行動するD・Sは四天王と対立することとなるが、その戦いを経て彼らのうちの二人、ニンジャマスター・ガラ、雷帝アーシェス・ネイが再び仲間となる。
シーラ・トェル・メタ=リカーナ王女が持つアンスラサクスの封印を狙い、残った四天王のうちの一人、闇の僧侶アビゲイルが単身メタ=リカーナへと乗り込んでくる。D・Sはアビゲイルと戦い、激しい攻防を繰り広げた。下半身を失うほどの激戦の末、アビゲイルを退けたかに見えたD・Sだったが、ヨーコを人質に捕らえられ危機に陥る。アビゲイルは封印を要求するも、ヨーコの最後の抵抗に阻まれ倒れ、その断末魔の爆発によりメタ＝リカーナは崩壊。D・Sたちも行方不明となってしまう。
地獄の鎮魂歌編
メタ＝リカーナ崩壊から2年。四王国を降した四天王カル＝スは、破壊神最後の封印を解こうと配下の魔戦将軍達に封印を守るシーラ姫を探させ続ける。その中でカル＝スの軍団に反抗する勢力が現れた。亡国ア＝イアン＝メイデの侍達と、行方不明となっていたヨーコである。侍達の隠し砦「武家屋敷」で17歳に成長したヨーコとルーシェ。しかしこの2年間、D・Sが復活する兆しは現れなかった。
そんな中、侍達の本拠地を突き止めた魔戦将軍マカパインとバ・ソリーは侍達を奇襲し、抵抗むなしく侍達は壊滅状態に追い込まれる。その時ついにD・Sが復活し魔戦将軍を一蹴した。
D・Sの復活に伴いシーラの保護のため、ヨーコ達はエルフの廃都キング・クリムゾン・グローリー（以下KCGと表記）に旅立つが、すでに魔戦将軍達もKCGに向かっていた。そして侍と魔戦将軍との戦いの最中カル＝スが現れ、ついに破壊神が復活してしまう。D・Sは合流した仲間達と共に、破壊神に操られたカル＝スを救うため破壊神の分身を倒してカルを解放するが、すでに完全復活した破壊神が迫りつつあった。
罪と罰編
復活したアンスラサクスに対抗するため、伝説の「エウロペアの十賢者（以下、十賢者と表記）」が現れ竜戦士とD・Sを融合させようとする。しかしD・Sはそれを拒否。アンスラサクスによって融合前の竜戦士を破壊されてしまうものの、闇の力の活性化により増大したD・Sの力でアンスラサクスは倒される事となった。トドメを刺そうとしたその瞬間、D・Sは殺され何処かへ封印されてしまう。
破壊神や邪神群とは高次元の天使達が受肉するための触媒に過ぎず、真に人類を滅ぼそうとしていたのは人類を導くはずの神と天使達だった。その真実にヨーコは愕然とする。絶望した彼女に襲い掛かる天使達の前にルーシェが現れそれを救う。彼の正体は堕天した最高位の天使ルシフェルであり、人類の味方としてヨーコにD・Sの復活の方法を伝える。星幽体のまま実体化したルーシェは力を使い果たし消滅するが、人類最後の希望であるD・Sの復活を阻止しようとする天使達に対抗するべく、魔戦将軍や復活した竜王子ラーズが現れ、D・Sを復活させるためのエネルギーを発生させる霊子動力炉を守る闘いに挑む。
一方、封印空間に堕ちたはずのD・Sは地獄の下層にで邂逅した悪魔王サタンに「仲間になれ」と迫られる。D・Sがこれを断るとサタン配下の悪魔大元帥ポルノ・ディアノが圧倒的な力でD・Sに挑んでくる。
背徳の掟編
「方舟（KCG）」の墜落から4年。魔戦将軍マカパイン、バ・ソリー、シェラは天使と悪魔の戦闘によって荒れ果てた世界で安住の地を求める人々と共に旅を続けていた。だがそこへ悪魔達を率いる魔神コンロンが現れ、人々に襲いかかる。しかし、そこに4大熾天使ミカエル、ガブリエル、ラファエル、ウリエルが地上に顕現し、天使vs悪魔の戦いが始まろうとする中、地獄から復活を果たしたD・Sも参戦する。
遥かに格下であるはずのコンロンに何故か熾天使達の攻撃は通じず、ウリエルは真の力である「執行官形態（エクスキューショナーモード）」に変身し、神槍グングニルによって初めてコンロンの核に攻撃を届かせる。そして、その衝撃によって裂かれた空間から、D・S達は地獄の第一層「無信仰地獄」に堕ちてしまう。コンロンは倒されたかに見えたが、人間の科学の力によって自分の体にウリエルの妹であるアムラエルを融合させ、天使の攻撃を無効化させる術を得ていた。結果、ウリエルは7大悪魔王のベルゼバブの策略にはまり「堕落（フォール・ダウン）」し、魔神へと姿を変えてしまう。D・Sは悪魔王達から抜き取った７つの「ユダの痛み（ジューダス・ペイン）」の平行励起により圧倒的な力の差を見せつけコンロンを倒し、すぐさま魔神となったウリエルとの戦いが始まった。
背徳の掟編最終節

魔力の刻印篇
諸般の事情により中断された「罪と罰編」から直接に続くエピソード。作者の同人誌『BASTARD!! -未使用・改訂版-』において一部が掲載され、先立って発表されている（中断と同人誌掲載についての詳細は下記節、#その他話題を参照）。

### その他
贄編
現代を舞台とした「D・S誕生編」。作者の読み切り作品である『微熱口紅（びねつるーじゅ）』の主人公上座達郎と、その姉でヒロインの上座頼子が登場している。また最後にはウリエルが登場しており、直接的な物語の伏線が描かれた。「0話」と銘打たれたエピソードのみが発表されており、単行本19巻に収録されている。

## 世界観
400年前に人類が作り出した究極の自律思考型生体機動兵器、「破壊神アンスラサクス」によって大破壊が引き起こされたため文明は1度滅亡している。この時、科学文明が完全に失われ地形すらも変化し、生態系も大きく変化してしまう。この事件で人類は数十億人が死亡したといわれている。アンスラサクスはその後突如現れた「竜戦士」によって倒され、地中深くに封印された。
科学文明が崩壊した現在は中世ヨーロッパ並の文化水準になっており、本作はヨーコの生まれ故郷メタ＝リカーナ王国が存在する「中央大陸メタリオン」を主な舞台として繰り広げられる。モンスターが徘徊するようになった世界で生きるために人類は新たに魔法を使えるようになったが、使えるのはごく一部の者のみである。本作の主人公D・Sはその中でも最強に位置する「魔法使い」にあたる。大破壊によって途絶えた科学技術は「旧世界の魔法」と呼ばれ、一部が伝わっているが実用範囲内ではない。かわりにエルフの手によって製作されたマジックアイテムが存在するなど新たな文化もある。また、刀剣によっては優れた鍛冶師であるドワーフや、人間の名匠が鍛えたものも存在している。
町の外はいたる所にモンスターが徘徊する危険地帯となっており、オークやホブゴブリン、ゾンビなどのモンスターが生息し、中にはミノタウロスやワイバーンなどが強力な戦士や魔法使いに飼いならされていたり、D・Sが「魔操兵大戦」で使用したゴーレムのような人造の存在、個体数が少ないが神に立ち向かえるほどの力を持ったドラゴンや古巨人族（エンシェントジャイアント）も実在する。これらの多くは普通の人間が太刀打ちできる存在ではなく常に人々が脅かされる世界になっている。君主統治体制の各国家は騎士や侍、魔法使いの軍を有するが、無力な平民はそれら国家の戦争や圧政の災厄にもさらされている。

### 天使の降臨以降の世界
霊子力理論
魂の根源たるエネルギーを科学的に解明して構築した理論。霊子力自体は時間さえかければ無限、無尽蔵、完全無公害のエネルギーだが、高次元の霊的存在の謎をも解き明かすことが可能になるゆえ、禁断の科学でもある。
星幽体（アストラルバディ）
霊的肉体を意味する。精神や魂のエネルギーその物（＝霊子力）を物質化させている。主物質界で星幽体でい続けると短時間で多量のエネルギーを消耗してしまい消滅（＝死）してしまう。精神と並び、魂と肉体を結ぶ人を構成する三大要素（肉体・精神・魂）の二段階目を示す。
魂
人を構成する最も重要かつ中核を成す要素。全ての人間に等しく宿る源であり、その正体は細分化された神の構成要素と同質の高次元エネルギーを指す。
光体・暗黒体（アウゴエイデス）
天使や悪魔の武装形態。天使は「光体」悪魔は「暗黒体」と書かれる（読みは同じ）。
相克（そうこく）
本作においては特定の存在（主に神話時代から存在する種族）同士を対立させた場合に生じる絶対優位性を示す理（ことわり）のことで、これは個体の能力差では覆すことは決して叶わない。
救世主（メシア）
人間の中から2000年に一度現出し、人類を導く存在。これは同時にクラス名も示す。本作では公称として「アダム」と呼ばれ、相克により7大魔王すら含めたあらゆる悪魔を滅する力を持つ。
暗黒のアダム
ダーク・シュナイダーを指す。先述のメシアは相克により、悪魔ではたとえ魔王クラスであってもそれを殺すことは不可能であるため、メシアを殺す使命を課せられた悪魔の地上代行者の名称。救世主と同じく人間から選出される。なお、アダム＝カドモンと呼ばれる人造のアダムが存在しているが、これはアダム、暗黒のアダムとは別物である。
無効共鳴（ヴォイド・ハウリング）
天使に対抗するために人間が生み出した技術。悪魔の体に触媒として埋め込まれた天使が、外部の天使からの攻撃に共鳴してそれに等しい波長のエーテル振動を発生させる。これにより生じるヴォイド効果で天使の神霊力エネルギーをゼロにし、攻撃を無効化する。この防御能力は絶大で、下級天使はもちろん、最上位の天使である熾天使の攻撃ですら完全に無効化できる。
※本作では「背徳の掟編」以降、度々登場人物の「レベル」が表示されている。これはロールプレイングゲームで一般に用いられているものと同義であり、能力の数値表現を表している。作者によれば、『ウィザードリィ』と近しい設定となっており、肉体年齢が若ければ若いほど、全盛期であればあるほどレベルは上昇しやすくなり、能力の向上も著しいことになる。長寿であるドワーフやエルフに、レベル1000前後の人物がいるのはそのため。人類の大半が通常は99が上限となっているが、魔戦将軍、大神官、賢者や、侍と忍者のマスタークラスなど一部の特殊クラスにおいてはレベル150〜200が上限となっている。なお、人類の有史以前から存在する天使や悪魔に至っては、レベルが数万から数十万にまで到達する個体も存在する。

## 魔法
魔法とは、複雑な魔法陣を描いたり、呪文を唱えることで、一般に魔力と呼ばれている霊子力エネルギーをコントロールする技術である。生命力や精神力を源にする「魔術」、神への信仰を源にし、護りや治癒の力を発揮する「白魔術」、悪魔などとの契約により行使する「暗黒魔術」、地・水・火・風の四つの元素界に属する精霊と契約することで使うことができる「精霊魔術」が主流になっている。この他に古の神々との契約で使用可能になる現在主流ではない魔法の総称として古代語魔術（ハイエンシェント）が存在する。
また天使の行使する「神霊力」、悪魔が行う「魔法」は、魔力のコントロールなどの際に行う行程や発生する過程が一切省かれた「結果のみが顕現した力」であり、人間の用いる魔法とは一線を画する上位能力である。上位の天使や上位悪魔神族に至っては通常活動を行う際に、副次的に人類が魔法と呼ぶ事象を無意識に発生させることになる。

## 登場キャラクター
担当声優は、ドラマCD版 / OVA版 / Webアニメ版の順番に表記。1人のみ記載の場合はOVA版のキャスト。

### メインキャラクター
ダーク・シュナイダー
声 - 矢尾一樹 / 矢尾一樹 / 谷山紀章 / 森川智之（DAXEL版パチスロ） / 小西克幸（CRバスタード）
本編の主人公。略表記として「D・S」とも呼ばれ、ルーシェという少年と体を共有している。

ティア・ノート・ヨーコ
声 - 白鳥由里 / 小山裕香 / 楠木ともり / 種田梨沙（CRバスタード）
メタ=リカーナの大神官ジオ・ノート・ソートの娘。初登場時は14歳。ルーシェとは姉弟同然に育った。一人称は「ボク」。
勝気で気が短く、猥褻な行為や自らの倫理観に反する行為には容赦ない。しかしその反面、心情や立場を理解する心は人一倍強く、そこから来る包容力が一種のカリスマとなっている。「闇の反逆軍団編」では守られるだけの少女だったが、メタ＝リカーナの崩壊後は積極的にクレリックとしての修行を積み、2年後には神官クラスに迫るレベルの高僧（ハイ・プリースト）として、高位の防御魔法や治癒の術を使いこなせるようになった。ある程度の格闘術にも長けている。「方舟（KCG）」の戦いの衣装ではナックルを装備していた。
傍若無人なD・Sを言い聞かせることのできる人物であり、彼がスケベ心を発揮した時には遠慮することなくどつき回す他、アーシェス・ネイとの戦いで一度死亡したD・Sの顔に往復ビンタを喰らわせて叩き起こした（復活させた）こともある（この際、ジオとオババ様はその突飛過ぎる行動に驚愕していた）。
母はジオと同じく先の魔操兵戦争の五英雄の一人で、「辺境の黒き魔女」と呼ばれた魔導士シリン・テンペストだが、ヨーコが幼い時に（あるいは産んで間もなく）亡くなっている。
身長164cm、体重55kg。

ルーシェ・レンレン（ルシフェル）
声 - - / 渕崎ゆり子 / 伊藤かな恵
大戦で敗れ死亡したD・Sが、戦災孤児の赤ん坊に宿り転生した先の少年。ヨーコと同い年だが、大変な童顔。大神官に発見され、美と愛の女神イーノ・マータの力により魂を封印された。封印の解除には呪文と処女の接吻が必要となる。小心者で泣き虫だが明るく天然ボケな性格。趣味は洗濯で、OVA版ではケビダブが迫っているにもかかわらず、ヨーコのパンツを大量に洗っていた、ある意味で肝の据わった性格。ルーシェ自身は普通の少年であるはずだが、D・Sとアーシェス・ネイの戦いの最中、突如D・Sの前に幻影で現れ、普段とは別人のような口調でネイがアキューズドによって苦しんでいることを伝えるなど謎が多かった。
その正体は、かつて神に反逆して地獄に封じられているはずの堕天使ルシフェル。そしてD・Sが長い間探し続けていた真の半身。「方舟（KCG）」で封印空間に落とされたD・Sと分離して星幽体で出現し、ヨーコたちの危機を救う。だが主物質界で星幽体のまま行動することは莫大なエネルギーを失うことにつながり、D・Sの復活方法とヨーコへの愛を伝えると消滅した。

### 四天王
D・Sを補佐するように存在する、D・Sにも匹敵するほどの力を持った4人を指してそう呼ばれる。D・S自身400年以上生きており、その間にも四天王は何度か入れ替わっている模様であり、ノベライズ作品では先代四天王の時代のエピソードが語られている。下記は原作に登場した現在の四天王である。
「闇の反逆軍団編」より登場する現四天王は、メタ＝リカーナを守護して行動するD・Sと対立することとなるが、「地獄の鎮魂歌編」でのカル＝スの帰順をもって全員が再び傘下に収まっている。また「罪と罰編」から長らく4人の登場はなかったが、「背徳の掟編 最終節」（単行本24巻）では各々の動向が描かれた。
カル＝ス
声 - 堀川亮（1 - 3巻）、三木眞一郎（4巻） / 関俊彦 / 小野賢章
冷却系の呪文を得意とする魔法使い。魔力の高い父親の影響で異常なまでに高い魔力キャパシティを持つ。その影響で老化がほとんど止まっているため、外見は20歳前後だが、推定年齢120歳。約100年前に反逆した当時の四天王ガイン・エスペランザに代わり四天王の一人になった。現在の四天王の中ではもっとも長く四天王の座についている。冷静な性格で、暴走しがちなD・Sの抑え役だった（しかし抑えられないことがほとんどであった）。
魔人である父親の来歴のために幼少時には母子共に周囲から排斥され、更には侮辱による怒りで制御出来なくなった力が同年代の子供を一瞬で消滅させてしまう。これに激怒した周囲の手で洞窟に閉じ込められてしまい、挙句、母親は周囲からの連日に渡る非難と糾弾によって苦悩に押し潰され、精神崩壊の寸前に追い込まれる。そして遂に、長に唆される形で自分を殺害しようとしたことへの怒りと絶望から暴走した魔力で逆に母親を殺したため、それが強烈なトラウマとなっており、破壊神にはそこにつけ込まれて操られることになった。このトラウマに起因し、女嫌いでもある。
後に中央メタリオン4王国を征服、「氷の至高王（ハイ＝キング）」と呼ばれることとなる。
切った相手を凍り付かせる氷の魔剣「アイス・ファルシオン」の所有者。この剣は元々母親の一族に伝えられていた剣で、母親の一族の長が「戦士の掟」の名目で母親にカル＝ス処刑を命じると共に手渡したもの。なお、母親の一族がどうなったかについては語られていない。
「背徳の掟編 最終節」では、汎人類連合を束ねる預言者（エリヤと呼ばれるクラス）としての使命に覚醒。「方舟（KCG）」脱出後、盲目になったことで魔力が増大している。

アーシェス・ネイ
声 - 小山茉美（1 - 3巻）、佐久間レイ（4巻） / 佐久間レイ / 日笠陽子
雷撃系の呪文を得意とする魔法戦士。「雷帝」の異名を持つ。雷獣ヌエが宿り、剣から発せられる強力な雷撃が、山をも断つと言われ恐れられている魔剣「雷神剣（ライトニング・ソード）」の所有者。ダークエルフと人間の間に生まれたハーフエルフであるため寿命が長く見た目は20歳前後だが、100年以上生きている。ハーフエルフという特異な存在のため、一族に疎まれ棄てられた。D・Sの気紛れから拾われて育てられ、養女かつ愛人となる。約50年前に四天王の一角になる。D・Sのことを「ダーシュ」と呼んでいる。
名前の「ネイ」は、「ネイ=誰でもない（人間でもダークエルフでもない。奇しくも英単語のnay（ネイ）には、古い用法で『否定』の意味がある）」という意味で、親から皮肉を込めてつけられた名前である。「アーシェス」という名はD・Sが与えたものであるが、そのニックネームである「アーシェ」という呼び方についてはD・S以外には呼ばせない。
「背徳の掟編 最終節」ではカルに同行し、巨人族の聖地へ向かっている。

ニンジャマスター・ガラ
声 - 玄田哲章 / 玄田哲章 / 安元洋貴
現在の四天王において、最も後期に加わった男。忍者とは思えないほど大柄で屈強な肉体を誇り、正面から堂々と戦うことを好む。ただし、ラーズ曰くそのスタイルは「忍術混じりの邪剣」とのこと。年齢は40歳前であり（計算上ラーズの一歳下となる）、ニンジャマスターを襲名したのは14〜15歳の頃である。愛刀「ムラサメ・ブレード」は旧世界の魔法（すなわち科学のこと）の産物で、使用者の魂の力を攻撃力に転化する機能を秘めている（後に完全に自身の支配下に置いた）。これにより異次元にも攻撃を届かせることが可能で、高次の星幽体の存在にもダメージを与える。このほかワイバーンを操り、搭乗し戦う。また屈強な肉体は、腕を切断された場合でも再生することができる（どのような原理によるものかは不明）。しかし、右腕の骨は登場していなかった空白期間中（「闇の反逆軍団編」終了から「罪と罰編」での再登場の間）に再生不能になっており、これを補うためにさまざまなギミックの仕込まれた義手を備えている。
豪快で後先を考えない性格で、「面白けりゃ後はどうでもいい」と公言するが、実際には面倒見のよい親分肌で、部下の忍者たちにも慕われており、設定資料によれば配下の忍者軍団は2000人。なお、仔竜の姿にされたラーズは、敵であったはずの彼のもとに身を寄せていた。また、かなりのスケベ親父で敵対してた時はD・Sの封印の秘密を喋らないヨーコに対して拷問とは名ばかりのスケベなイタズラを敢行している。D・Sとはしばしば悪態を吐き合うが、本心では親しみを覚えている様子。ネイに好意を抱いているようで、どさくさ紛れに彼女を抱き寄せたり、彼女が危険に晒された時には身を挺して守ったりしている。
「背徳の掟編 最終節」では、上忍たちを率いてD・Sに合流した。
好物はラーメンという設定もある。

アビゲイル
声 - 大友龍三郎 / 大友龍三郎 / 杉田智和
「冥界の預言者」と呼ばれる暗黒の僧侶（クレリック）。約100年前に死亡したイーカル・モンローに変わって四天王になった（ただし、そのあたりのことは描かれていない）。D・Sに匹敵する年月を生きている。彼にもまた秘密が隠されており、彼がD・Sにつき従っていたのにはある理由があった。最初に解いた破壊神の封印が精神であったため、最初に精神を支配され、その復活に手を貸してしまうが、メタ=リカーナでD・Sと戦ったことで破壊神の呪縛から解放され、「方舟（KCG）」で四天王の立場に戻り、以後D・Sの参謀役として復活する。しかしD・Sが封印空間に落とされたため、天使達の猛攻の中、ルーシェの言葉に従いKCGの霊子動力炉を使いD・Sを復活させようとする。
破壊神に操られている間は沈着冷静にも見えたが、実はコミカルな性格であることが後に判明。
「背徳の掟編 最終節」では悪魔の「反・創世（ネガ・ジェネシス）計画」を阻止するために解かねばならない「封印」があるとされる月面上に姿を現している。
このキャラクターの容姿や初期の表現技法については、映画や舞台で嶋田久作が演じた『帝都物語』の魔人・加藤保憲の影響が色濃い。また作者によって明かされているもう一人のモデルは『スタートレック』のMr.スポックである。

### 鬼道三人衆
「雷帝」アーシェス・ネイに仕える魔道集団「鬼道衆」の中から選び抜かれた最精鋭にして、ネイの側近。カイ曰く「血よりも濃い絆」で結ばれているとのことだが、ダイ＝アモンに関しては語られていないのもあって不明。
シーン・ハリ
声 - - / 山崎和佳奈 / 小澤亜李
呪符（フダ）使い。さまざまな呪符を使って戦う。元は戦災孤児であった。ネイの命によりD・Sへの刺客として登場。女好きの性質を利用して地方領主の娘に扮して油断させ、処女の色仕掛けと蜘蛛の呪符を使って殺そうとした。しかし、体に残されていた鎧の跡のため正体を見抜かれる。D・Sの優しさに触れて戦いを放棄、D・Sへの愛に目覚めてネイの下を離反する。その後、彼を守るためにカイやダイ＝アモンとも戦うことになる。D・Sと性的関係を最後まで持つには至らず、耳朶を噛まれただけで終わったため、D・Sから「処女」と呼ばれる（名前を呼んでもらえない）。カイの治療のため、カント寺院に向かった後の消息は不明であったが、後にジオと共に十賢者の元に身を寄せていたことが判明する。「背徳の掟編 最終節」では、汎人類連合においてカイと共にシーラの側に付いている。
魔戦将軍ラン・ディ・ローズ・シュタイン・ノイバウテンの実の妹である。

カイ・ハーン
声 - - / 小林優子 / 伊藤静
魔術と剣技の双方に優れる女戦士。一人称は「俺」。性格的には謹厳実直で、後に仲間となる侍たちともウマが合う様子。シーンと同様に元は戦災孤児であった。シーンの次にD・Sと戦い、得意の石化魔法であと一歩まで追い詰めるもD・Sの側についたシーンに阻まれる。石化魔法の力の源となる神の名を口にしてしまい呪文を封じられ、切り札として用意した魔獣（コカトリス）も破られる。狂ったコカトリスから受けた毒をD・Sに解毒されたことをきっかけとして、次第にD・Sに心惹かれてゆく。シーンとともにダイ＝アモンと戦うものの敗れて血を吸われたが、カント寺院で治療を受け、吸血鬼化は免れる。その後はヨーコや侍達と共に行動するようになる。魔戦将軍との戦いを経て「方舟（KCG）」の戦闘で消息を絶っていたが、「背徳の掟編 最終節」では、シーンと共にシーラの側に付いている姿が確認された。
シーン・ハリの実兄にして魔戦将軍のラン・ディ・ローズ・シュタイン・ノイバウテンとは幼馴染。

ダイ＝アモン
声 - - / 千葉繁 / 子安武人
吸血鬼。他の吸血鬼に血を吸われて変異したものではなく、自ら変化し吸血鬼となった最も強力な不死者の一つである「真祖」となった存在である。吸血鬼の伝統に則り「伯爵」を自称する。容姿としては顔面に隈取状の模様を持つ筋肉質な大男で、性格は自らを美しいと広言するナルシスト。言動がいちいち大仰で芝居がかっている。
部下にワーウルフをはじめとする獣人も従え、必殺技「吸血破壊光線（アッサー・シーン）」などを使う。また、本来吸血鬼が嫌うはずのニンニクや十字架は通用しない。満月の時であれば、単身で数人の魔戦将軍とも対等以上に渡り合うことができるほどの戦闘能力を発揮する。
当初はD・Sへの刺客として登場するも、ネイやカル＝スをも凌ぐ存在となる野心を抱いており、シーン・ハリやカイ・ハーンとも対立した。しかしD・Sに敗れ、絶対服従の呪いをかけられる。以後は忠誠を誓い、「地獄の鎮魂歌編」にてD・Sのためにカル＝ス抹殺の行動に出た。満月の夜であったため数人の魔戦将軍をものともしなかったが、カル＝スにより返り討ちにあっている。
その際、大男の姿は擬態であり、正体は細身の美青年であることが明かされた（彼の美意識では細身の美青年の姿は醜く思えるらしい）。

### 12魔戦将軍
4王国を征服し「氷の至高王」となったカル＝スに仕える12人の将軍の総称。カルが掲げた、万民が幸福を享受できる理想郷（ソーサル＝キングダム）の建設に共感し、厚い忠誠を誓っている。一人が一軍に匹敵するとも言わしめる実力者達であり、その忠誠心ゆえにカル以外の者の言葉には決して従わない。
イダ・ディースナ
声 - - / - / 中野泰佑
2つの宝玉を用いて悪魔や幻獣を呼び寄せる召喚士。
元はD・Sの部下で、配下の魔獣軍団の主な供給源だったという。
口紅などメイクをしている。見た目の通りナルシストで「信じる」という言葉を神に挑む戦いに相応しいと陶酔していた。
「罪と罰編」では竜王子ラーズと共に、D・Sの復活を賭け、天使の大群に立ち向かう。
名前の由来はトゥイステッド・シスターのディー・スナイダーから。
イングヴェイ・フォン・マルムスティーン
声 - - / - / 諏訪部順一
魔戦将軍の筆頭格で、カルに最も心酔している剣士。
常人では見ることもできないほどのとてつもない速さを誇る剣技の使い手で、「光速の剣」の異名を持つ。
愛剣である「朱闘羅刀（ストラト）」は旧世界の技術の産物で、信じられない軽さと恐ろしい切れ味を備える。魔法の力は帯びていないが、イングヴェイの闘気の高まりに呼応して高まる描写がある。
箱船での戦いで命を落としてしまうが、「救世主（メシア）」の導きを受けて蘇った。
「背徳の掟編」ではカルの指示に従い、侍衆の筆頭であったヨシュアと共に、救世主の側に付いている。
名前の由来はイングヴェイ・マルムスティーンから。
サイクス・フォン・スノーホワイト
声 - - / - / 田丸篤志
痩身の美男子。本職は学者で、知的好奇心は旺盛。
「次元断」と呼ばれる手刀により空間に断層を生じさせ、敵を切り裂く能力を持つ。
「罪と罰編」で天使の攻撃を受け、絶叫と共に散る。その後、救世主の導きで復活したような描写はあるが作中には登場していない。
名前の由来はジョン・サイクスとスノウィー・ホワイト（共に元シン・リジィ）から。
ザック・ワルダー
声 - - / - / 山口智広
魔戦将軍最年少の武闘家。
天性の怪力少年であり（作者曰く「金太郎さん」のようなもの）、さらに修行により修めた徒手空拳武術「カラーテ」を使う（マスタークラスで50段程の実力）。命の危険に巻き込まれた際にカルに救われ、以後彼に付き従うようになる。
徒手空拳で戦うのが主たるスタイルだが、二本一組の短剣「音叉の剣（ソニック・ソード）」を携帯しており、これを二本同時に前方へ突き出して強烈な衝撃波を放つ、「ジ・エンド・オブ・ソニックバイブレーション」という奥の手を持つ。
前衛型だが、金属鎧に身を固めたブラドとは違い、皮鎧であるために防御力が格段に低く、箱船での戦いでは致命傷を負ってしまい、ヨーコの回復呪文で復活していた。
名前の由来はザック・ワイルドから。
シェラ・イー・リー
声 - 川村万梨阿 / - / 瀬戸麻沙美
魔戦将軍の紅一点だが、カルが女嫌いである関係から、女性であることを隠していた。
吟遊詩人（ドルイド）で、歌声によって相手を魅了することができる。また自然物や己の身体を操作する技を使い、伸ばした爪を刃と化して攻撃する。カル＝スがアンスラサクスに操られて苦しむ場面を見てしまい、呪文によって氷柱の中に閉じ込められたが、後に救出されたらしく、マカパインやバ・ソリーと行動を共にするようになる。
「背徳の掟編」での再登場時には、明らかに女性らしい服装となっていた。
名前の由来はシーラ・Eとジェイク・E・リーから。
ジオン・ゾル・ヴァンデンヴァーグ
声 - - / - / 遊佐浩二
負の力で鍛え上げられた漆黒の鎧「ブラック・レネゲイド」に身を包み、魔剣「ソウル・イーター」を携える魔剣士。
ブラック・レネゲイドはほとんどの攻撃を無効化し、ソウル・イーターは相手の呪文を8割も無効化する上に斬った相手の魂を吸い尽くす性能を持つ。また、ソウル・イーターを唐竹割りで振り下ろし、地面に叩きつけながらエネルギーの刃を放つ「黒い断頭台（ギロチン・スラッガー）」は、魔法で強化した鎧や強固な甲殻すら切り裂く威力を持つ。
侍シェン・カーの異母兄であり、かつては共に剣技「影流」の道を目指す非常に仲の良い兄弟であった。だが、「影流」の師匠でもあった2人の父親の謀略によって、継承者をシェンにされた上に放逐され、そればかりか恋人だった娘をシェンの妻として娶らせるというあまりにも理不尽で惨い仕打ちだけを与えたことから、父はおろか、弟との関係は急激に悪化する。
この仕打ちに深い怨恨を抱いたジオンは父への復讐を誓い、出奔。その数年後に魔剣士となって舞い戻り、父を惨殺して復讐を果たす。さらに、その怒りをシェンにも向け、就寝中の彼を暗殺しようとするも、かつての恋人でもあったシェンの妻を誤殺する結果を招いてしまう。そのため、シェンはジオンを妻の仇として追い続けることになるが、シェン自身はジオンの身に起きた一連の惨い仕打ちを全く知らなかった。「罪と罰編」にて、敵であるはずの侍衆をD・Sの援護へ向かわせるため、ランと共に命を賭けて戦い、その中で弟と和解しながら散った。
名前の由来は元ヴァンデンバーグ→ホワイトスネイク→ヴァンデンバーグズ・ムーンキングスのエイドリアン・ヴァンデンバーグから。
バ・ソリー
声 - - / - / 広田みのる
無数の蟲（むし）を体内で飼い、武器として相手を襲わせたり、自身の傷を回復させる蟲使い。
マカパインとともにア＝イアン＝メイデ国の侍の残党を襲撃するが、復活を果たしたD・Sに敗れる（この際、侍らの復活のためとしてD・Sによって、自身の中に飼っていた再生蟲を大量にむしり取られてしまい、復活に時間を掛けさせられた）。その後はシェラ、マカパインと行動を共にする。「背徳の掟編」では魔神コンロンの一撃で粉砕された上にナメクジに変えられるが、コンロン死亡後、元に戻る。
ブラド・キルス
声 - - / - / 田所陽向
分厚い鎧に身を固めた巨漢で、ガラやアビゲイル以上の体躯を誇る。
クラスは騎士。巨大なハルバードを振り回し、「烈壊怒号撃滅破」で敵を吹き飛ばす。
「罪と罰編」にてラーズの指揮の下、天使群に相対し戦うが、権天使（プリンシパティウス）によって全身を串刺しにされる。
ボル・ギル・ボル
声 - - / - / 藤原貴弘
影を自在に操る「操影術」を得意とする。
影の中に身を潜めて影伝いに移動する、他人の影を介して金縛りにする「影縫い」、自身の影を伸ばして巨大化・実体化させ操る「影道魔神霊（しゃどう・まじんれい）」などの技がある。
性格は単純な武人タイプで、あっさりD・Sに丸め込まれる。ラーズの指揮の下、D・S復活を賭け天使群と戦うが、眼前でイングウェイが消滅させられたのを見て戦意を喪失し、サイクスと共に天使の追撃を受けて逝った。
マカパイン・トーニ・シュトラウス
声 - - / - / 福山潤
妖縛士。妖斬糸と呼ばれるほとんど目に見えないほど細く鍛え上げた特殊鋼の金属糸を駆使し、敵を切断したり傀儡として操ることができる。彼の持つ剣「罪人の剣（ガリアン・ソード）」は敵の魔力を無効化する対魔法使い用の武器。武家屋敷でD・Sの呪文を受けた彼が生き延びたのは、この剣の力が作用した為である。
野心的な人物で、イングヴェイが失態を晒したのを好機と捉え、魔戦将軍筆頭の地位を奪うべくバ・ソリーとともに魔獣スフィンクスを率いて侍の残党を襲撃。その力量と手段を選ばない戦いぶりで彼らを圧倒し、壊滅状態にまで追い込む。だが、戦いの最中に復活を遂げたD・Sによってスフィンクスを蹴散らされ、自身もD・Sによる余りにも手段を選ばない戦法で返り討ちに遭い、挙句には呪文によって吹き飛ばされて敗北した。飛ばされ落ちた地にてガラと出会い、D・Sへの復讐を誓いながらもしばらく同行した後にガラと別れ、シェラ、バ・ソリーらと行動している。
「背徳の掟編」では二人と共に難民を連れて放浪しており、天使や悪魔、そしてD・Sの闘いを見届けることとなる。
ラン・ディ・ローズ・シュタイン・ノイバウテン
声 - - / - / 平川大輔
傭兵あがりの魔戦将軍。12将軍中唯一楯を持ち、大剣と鞭の2つの武器を操る戦闘のプロ。
鞭はファイアーウィップと言う炎の鞭。大剣はフライングV。得意技は対象に向けて振り下ろした後切り上げる、「飛翔Vの字斬り」。
鬼道衆シーン・ハリの実兄であり、孤児だった彼ら兄妹とカイ・ハーンはかつてネイに育てられていた。その後、成長したシーンとカイは鬼道衆に入るが、彼はカルのもとで働くことを選ぶ。幼馴染であるカイには特別な感情を抱いていた模様。
「罪と罰編」にて、侍衆をD・Sの援護へ向かわせるためにジオンとともに天使達の前に留まり、気を失ってヨシュアに抱きかかえられながら連れられていったカイへ「生きろよ」と告げ、ジオンとともに散った。
ロス・ザボス・フリードリッヒ
声 - - / - / 駒田航
オカマ言葉の魔戦将軍。魔戦将軍の中では唯一の貴族階級の出身者。
ただし、何らかの事情あって奴隷階級である剣闘士に身を落していたりと、謎めいた部分が多い。右腕に防具を着けないが、それは“着装”のキーワードと共に腕と同化して可変する魔剣「重力剣（グラヴィティ・ザンバー、剣化硬着装甲と称する）」を使用するため。
理想主義者の多い魔戦将軍の中では数少ない現実主義者（アンスラサクスに取り込まれたカル=スを救い出せなければ自分たちはただの戦争犯罪人になってしまうと言っていた）。その一方で、非常に軽い一面もある。重力を操る攻撃手段の他、魔法も使いこなす。また盗賊まがいの解錠スキルを持ち、オタカラに目がない描写も作中に見られる。

### その他の四天王配下
オズボーン
声 - - / - / 大畑伸太郎
読切『WIZARD!!〜爆炎の征服者〜』（コミックスでは第1話）に登場した魔導師。復活したD・Sのベノンで一撃で倒された。
ケビダブ
声 - - / 池田勝 / 奈良徹
自称カルの有能な舎弟。ヒドラを連れてメタ＝リカーナに侵攻するが、D・Sの顔にほんの小さな傷をつけたため、D・Sから罵られて、いきなり殺される。
ドシ
声 - - / - / 間宮康弘
アビゲイル配下の自称、超有名な天才死人使い。メタ＝リカーナに自身の製作したリンチやアンデッドサイクロプスを差し向けて現れる。自分では戦闘を行わないが、アンデッドを造るための新鮮な「素材」を集めようと、ナイフで子供の眼玉をえぐるという行動を見せる。名前の由来はドン・ドッケン。

### 五英雄
「闇の反逆軍団編」より15年前、世界征服せんとする大魔導王ロード・ダーク・シュナイダー及び彼に従う四天王と4つの王国（メタ＝リカーナ、ジューダス、ワイトスネイキ、ア＝イアン＝メイデ）の間で起こった、後に「魔操兵戦争（ゴーレム・ウォー）」と呼ばれることになる大戦において、人類側を守る側に立ち、D・Sに立ち向かった勇者ラーズ王子と4人の仲間をさして「五英雄」とよぶ。

なお、魔操兵戦争と呼ばれるのは同大戦において、D・Sが魔操兵（ゴーレム）の軍団を用いたことによる別名のようなもの。ラーズ達五英雄とD・Sおよび四天王の死闘は、ドラマCD第3巻「魔導王封印編」に収録されている。
ラーズ・ウル・メタ＝リカーナ
声 - 草尾毅 / 菊池正美 / 松岡禎丞
メタ＝リカーナの第一王子にして救世の勇者。23歳。先代の竜戦士でもあり、「竜王子」の異名通り、四王家の中でも竜族の血を色濃く引く人物。竜のオーラ（ドラゴン・モード）をもってあらゆる鬼神・魔人を封滅する地上最強の剣法にて、竜族のみに伝わる秘剣「封神剣」の世界で唯一の使い手。十賢者がオリハルコンを素材に鍛え上げた、全てを断ち切り竜族の強力なオーラにも耐えられる世界で唯一つの武器、超絶聖剣ヘヴィメタルを振るう。
「魔操兵戦争（ゴーレム・ウォー）」においてジオ達４人の仲間と共に、大陸を制覇しようとするD・Sの軍勢と戦った彼は、五英雄の中でも特別視される伝説的な存在となる。魔操兵戦争の際に「竜戦士」となったラーズはD・Sと刺し違えており、そのときのショックで肉体のみ竜戦士の「竜体」に閉じ込められた。人々には落命したと思われていたラーズであったが、肉体から分離された魂は仔竜の姿となって、ガラの元に身を寄せることとなる。仔竜「ラーズ」は復活したD・Sについてまわり、物語の前半において狂言回しの役を多く担った。
「罪と罰編」にて、アンスラサクスは「方舟（KCG）」に侵攻し、かつてラーズが融合した試作型竜戦士（プロト・ルシファー/プロト・ワン）を破壊する。そのため彼の肉体は解放され、「方舟（KCG）」に居合わせていた仔竜ラーズは17年前のままの人間の姿となり、ラーズ・ウル・メタ＝リカーナとして復活した。ラーズはその後、方舟（KCG）でD・S復活のため天使の軍勢との攻防を繰り広げるヨーコや魔戦将軍に加勢する。激化する戦闘の最中、更に顕在化した上位天使に立ち向かうも、その圧倒的な力の前に劣勢に立たされる事となる。
結果敗北し、そのとき一度落命しており、「救世主（メシア）」と呼ばれる少年の奇跡で蘇ったことが「背徳の掟編 最終節」において本人の口から語られている。彼はその際に「何か」を見て悟っている様子であり、救世主の元に集うべきとビヨ〜ンの元を訪れたカル＝スとの仲立を行った。
ジオ・ノート・ソート
声 - 岡部政明（2 - 3巻）、田中信夫（4巻） / 田中信夫 / いずみ尚
メタ＝リカーナの大神官。先の魔操兵戦争の五英雄の一人。ルーシェ・レンレンに転生したD・Sを見つけて封印した。最上位の神聖魔法を使いこなす上、クラスが僧侶兼武闘家である修道僧（モンク）であるため、肉弾戦でも「極鋼聖拳120段」（マスタークラスを超えた拳聖クラス）を修めており、D・Sが煙たがるほどの強さを誇る。
若い時分は僧としては豪胆な男であったが、ラーズと出会い旅をしたことで成長を重ねていった。壮年となった今でも親友のラーズやビヨ〜ンと話すときには口調が昔に戻る。妻は同じく五英雄のシリンであるが、若くして死別している。シリンとの間に一女（ヨーコ）あり。なお、若い（当時の五英雄）時の姿はニンジャマスター・ガラと雰囲気が似ている。
ニルス・ショーン・ミフネ
声 - 土師孝也 / - /速水奨
先の魔操兵戦争における五英雄の一人。「ミフネ」は侍総大将（サムライ・ハイマスター）の称号で現在は侍衆の長も務める。若い頃は強さを求め諸国を旅していたが、ラーズに求めるものを見出した彼は、パーティに加わることとなった。
巨大なゴーレムすら一刀両断にする斬鉄の剣、神刀「コテツ＝ブレード」を携え、未だ侍衆の中でも秀でた戦闘能力を誇る。怒らせると何でも真っ二つにしてしまう怖い男。魔操兵戦争においてはニンジャマスターであるガラと対峙した。なお、若い（当時の五英雄）時の姿は長髪の美青年だったため、復活したD・Sその容姿の変貌に大爆笑していた。
シリン・テンペスト
声 - 横山智佐（ドラマCD版）
先の魔操兵戦争における五英雄の一人。「辺境の黒き魔女」と呼ばれ恐れられる存在であったが、ラーズ達と出会い行動を共にする事となった。非常に優秀な魔導士であり、大戦においては対峙したカルと氷の呪文の撃ち合いになり、カルに「同じ威力の氷の呪文を放ったのはキミが初めてだ」と言わしめた。
後に同じ五英雄であるジオと結ばれて娘（＝ヨーコ）を産むが、間もなく亡くなっている。容姿はヨーコに良く似ており、ジオはヨーコの力（魔力か神霊力かは不明）が強いのは、シリンに似たのではないかと推察していた。
ダーナ・メニケッティ
声 - 三石琴乃（ドラマCD版）
先の魔操兵戦争における五英雄の一人。女海賊にして「魔獣使い（ビースト・テイマー）」。シーサーペントやクラーケンなどの海の魔獣と意志を通わせることができる。大戦においてはロック鳥にまたがり、因縁ある相手のネイと空中戦を演じた。
ラーズのことを愛していたが、最終決戦でD・Sと刺し違えた竜戦士を見てラーズは落命したものと思い姿を消し、それ以後の消息は生死も含めて一切不明。

### メタ＝リカーナ王国
国王
声 - 八奈見乗児 / 八奈見乗児 / 高岡瓶々
メタ＝リカーナの国王。ラーズとシーラの父。戦傷により病身である。物語中における王家を代表する役割はほとんどシーラが担っているため、非常に影が薄い。
シーラ・トェル・メタ＝リカーナ
声 - - / 吉田古奈美 / 東山奈央
メタ＝リカーナの第二王女。ラーズ・ウルの妹。長い黒髪の美女で、世間知らず。初出は17歳、最新刊では23歳。
白魔術を学んでおり、ヨーコがガラにさらわれた際には代理でD・Sの封印を解いたこともある。その一件以降、D・Sに好意を抱くようになり、「あなたの目的が世界でも構わない」とすら言っている。
魔法によりアンスラサクスの最後の封印を体内（胎内）に移植されており、メタ＝リカーナ崩壊後は「方舟（KCG）」にて眠り続けて起きることのない状態だった。しかし「方舟（KCG）」でのD・Sと（アンスラサクスに操られた）カル＝スの戦いの最中目覚め、激化する戦いによる「闇の力」の活性化により封印が解けてしまう。その際、体が引き千切れて一度は死亡したが、その後現れたジオ・ノート・ソートに抱えられたシーラの体は元に戻っており、経緯は不明であるが蘇生した。「背徳の掟編 最終節」では、ヒトの代表として「汎人類連合」に参加している。
名前の由来は『聖戦士ダンバイン』のシーラ・ラパーナ、及び『天空の城ラピュタ』のシータ（ラーズ、シーラ兄妹のミドルネームは彼女の本名「リュシータ・トエル・ウル・ラピュタ」に由来）から。
オババ様
声 - 巴菁子 / 巴菁子 / 橘U子
メタ＝リカーナの王家に仕える魔法使い。ジオと共にルーシェ・レンレンに転生したD・Sを封印した。本編中では水晶玉を使用した予見なども行う。種族はエルフで実は元十賢者であり、シーラが「方舟（KCG）」で十賢者に見つからずにいられたのはこの為である。
ボン・ジョヴィーナ
声 - 笹岡繁蔵 / 石森達幸 / ボルケーノ太田
メタ＝リカーナの騎士団長。勇敢ではあるが短慮である。D・Sを嫌っているが、騎士としての道を説かれて乗せられてしまい、ミノタウロスと戦わされたこともある（その単純さはサルと切り捨てられた）。現在は汎人類連合において他種族と共に騎士としての役割を果たしている。
大臣ズ
声 - / 梅津秀行、梁田清之、桜井敏治 / 高仲祐之、最上嗣生
泣き叫び転げ回るだけのメタ＝リカーナの大臣たち。

### ア＝イアン＝メイデ王国
ハリス王
声 - - / - / 藤原聖侑
ア＝イアン＝メイデ王国の王。アビゲイルの「腐敗の軍団」に襲われて、呆気なく国は滅亡、自身はアンデッドに襲われ悶え苦しみながら死亡。登場はわずか2コマ。
マーシ王子
声 - - / - /高橋伸也
ハリス王の嫡子で、ハリス王の死によりヨシュアら侍たちの主君としてア＝イアン＝メイデ王国の復興を目指す立場になる。
わがままな上に狭量で指導者としての能力や人望は完全に欠如している。マカパインたちの襲撃の際にはヨルグの遺体を蹴飛ばし、女子供を連れて自分だけ逃げようとするなど数々の醜態を晒して侍たちからも愛想をつかされ、D・Sが復活してからは存在を黙殺されるようになる。
「方舟（KCG）」ではアンスラサクスの一部を植えつけられ、側近のフランス貴族のような髪型の男など周囲の人間を吸収して邪神群の怪物「キング＝マーシー」と化してしまう。最初に出現したのはマーシの姿を取ったキングマーシー三世であったが、これ一体のみならず多数の個体（少なくとも3桁の数が存在し、複数の個体が侍たちに名乗りを上げていた）が侍たちの前に現れる。逆恨みして襲い来る「彼」であったが、その醜い心が強く顕在化したため、戦闘能力は侍や魔戦将軍達を凌駕するほどのものとなっていた。戦闘時攻撃の際、苦痛を受けた際には「マーシー」という叫び声をあげる。

#### 侍
本編では滅亡した旧ア=イアン=メイデ王国の剣士階級あるいは剣士戦闘集団として登場する。機動力を重視した軽装の鎧（ブレストプレート）をまとい、剣と魔法を組み合わせた独特のスタイルで戦う（扱えるのは中級の魔法使いの魔法まで）。「武士道」を重んじるため、主君が無能で人望がない人物であったとしても「忠」の掟には背けないことから、D・S復活まではマーシ王子の理不尽かつわがままで無茶な命令や要求に散々振り回されていた。同時に「武士道」では卑怯な振る舞いや戦い方を忌避しているため、勝つためなら手段を選ばない考えを持つ魔戦将軍（特にマカパインとバ・ソリー）とは相性が悪く、（D・S復活によって回避できたが）壊滅寸前に追い込まれたことがある。
ヨシュア・ベラヒア
声 - 子安武人 / - / 寺島拓篤
若くして侍大将（サムライ・マスター）をつとめる男。常に冷静で、戦士としてのみならず優秀な指揮官でもある。
愛刀は名刀「鍔鳴り」。必殺技である「秘剣・蝶舞阿修羅斬」を振るう際、この太刀の鍔は風切り音を発し、真空の刃を大気に放つ。また、「鍔鳴り」はサムライ・マスター継承者に代々伝えられてきた刀であり、サムライ・マスターの証でもある。愛用の鎧「銀峰」はベラヒア家に代々伝わる鎧であり、魔を退ける銀でできている。
カイ・ハーンに想いを寄せており、彼女に夜這いをかけようとした（ヨーコに見つかり未遂）D・Sを本気で叩きのめそうとしたこともある。「背徳の掟編」ではイングヴェイと共に「救世主（メシア）」を自らの主と定め、その側に付いている。
シェン・カー
声 - - / - / 木島隆一
侍のNo.2。魔法を禁じた暗殺剣である「影流」の剣技の伝承者。
ヨシュアと互角かそれ以上の剣技の持ち主であるが、影流は魔法を禁じ手としている（というより、魔法の習得自体が禁じられている）ため、資格取得に魔法スキルの取得が必須となるサムライ・マスターの称号は持っていない（つまり、影流の習得はサムライ・マスター継承の資格やその称号の放棄を宣言するのと同じ）が、シェン自身は全く気にしていない。「黒夜叉」という真っ黒い刀身を持った鍔の無い刀を愛刀とする二刀流の使い手で、左利き（アニメでは右利きに直されている）。必殺技は「影流剣法奥義・不動冥王剣」
魔戦将軍の一人であるジオンは実の兄（ただし、異母兄）で、妻の仇として追い続けていたが、師である父親が兄に対してあまりにも惨い仕打ちを行っていたこと（特に妻が兄の恋人だったこと）を全く知らなかった。最終的に戦いの中で真実を知って和解するも、それが兄との今生の別れとなり、兄と死に別れることとなってしまう。
ヨシュア達にやや遅れて合流後、心配したヴァイから声を掛けられるも、「それでも俺達は、兄弟だったよ」と言葉少なに返している。
ヴァイ・ステアベ
声 - - / - / 坂泰斗
血気盛んな若手の侍。ヨシュアらと行動を共にしており、複数の対象に魔法をかける、カイ・ハーンと共同戦線を張れる、邪神群の怪物の攻撃で左腕を失いながらも即死しない耐久力などの描写から実力は高く、No.3と思われる。ヨーコに好意を持っている一方、D・Sに対しては激しい敵愾心を燃やしていた。しかし方舟の戦いの中で彼の度量を知って敬意を表すようになる。同時に性格が彼に似てきたと評される。侍達の間ではコメディパートを最も多く担う。モヒとは親しい友人である。
女性や非戦闘員らで構成する裏方を仕切る母親がおり、彼女はD・Sすら「るー坊」もしくは「この子」と呼んで子供扱いする（るーしぇにも自分の子供のように接していたと思われる発言がある）ほどの豪胆な性格をしている。
ヨルグ・フィシス
声 - - / - /笠間淳
浅黒い肌を持つ、異国出身の侍で百人隊長。ヨシュアの親友で、アンガスほどではないが寡黙な人物である。両手利きであり、変幻自在の剣技と共にクォッ・ポーという拳法を使える（使用している場面はない）。リザードマンを両断するほどの剣術の腕前。登場していきなりマカパインの妖斬糸で手足を斬り飛ばされた（相対した時に妖斬糸の存在を見切ってはいる）上に身体に糸を括りつけられて武家屋敷を探り当てられてしまったため、マーシーから派手に足蹴にされる等、劇中での扱いは少々不遇。
アンガス・ヤーン
声 - - / - / 杉田智和
サムライとしては新参だがミフネの側近の一人。仲間の誰もその声を聞いたことがないという、異常なほど無口な巨漢。戦闘では巨大な十字槍「ザンボ・トライデント」を振るう。
その正体は人形のようなもので、中では本体であるアビゲイルが操りながら、自身の復活の時を稼いでいた。その登場シーンは映画「トータル・リコール」で中年女性に変装していた主人公ダグラス・クエイドが正体を明かす際のものとそっくり。
ハメット参謀
声 - - / - / 左座翔丸
メガネをかけたスポーツ狩りの男。温厚な人柄で、常に微笑を絶やさず、冷静な態度でミフネと共に侍達を牽引する立場だったが、D・Sが復活した後は彼に振り回される侍達を止められなくなっていく。
ジューダスの攻略に参戦するが、破壊神の復活に巻き込まれ、消息不明。
モヒ
声 - - / - / 藤原聖侑
元々は無名の端役。
マカパインの襲撃で袈裟斬りにされ死亡した際、ヴァイに名前を呼ばれたのが名前の初出。髪型がモヒカン刈りのため、こう呼ばれるようになった。
ヴァイとは親友で、方舟の戦いにも参戦した。

### 神の軍勢
神
超高次元存在。ここでは本編に登場している天使を率いる存在については「唯一神」、他神教の神については「神」と表記する。
唯一神はかつて宇宙や天使、人間のみならず竜や他の神々を創造した存在であるが、現在は人間や堕天した天使達を滅ぼそうとしているとされる。唯一神以外の神という存在そのものは、元々は生物の特定の感情を糧にしている霊的存在だったが、自身の力で意図的に猿から進化させた人間から「信仰心」という形で、霊的エネルギーを受け取ることにより効率良く自身の力を増大させていく。唯一神はその力を大きく蓄えた結果、天使の軍団を使役し「大破壊」の際に他勢力を駆逐している。この戦いに勝利した四大天使は、他勢力の神々の持っていた強力な神器を戦利品として自らのものとした。
唯一神は他の神々とは異なる意志を持って、四大天使にも知らせていない何らかを成そうとしている。神の座のある「神の間」に立ち入る事が出来る天使は、メタトロンを始めとした「エルダークラス」と呼ばれる存在のみである。エルダークラスの内サンダルフォンは「銀河中心守護艦隊」として登場している。
天使
神の御下にあって仕える存在。その能力と地位は9つの位階に分かれている。容姿は様々だが、基本的には人に近く、上位の天使になるほどその傾向は強まり、第六位・能天使や第五位・力天使では人と変わらない姿となる。なお、作中で初めて登場した天使である第四位・主天使は、天使の戦闘形態である「光体」のものである。
その存在を物質界に顕在化するには強力な受容体を必要とするが（前述の主天使の場合は暗黒神アンスラサクス）、顕在化した後も肉体は本来のボディである星幽体と連鎖して構成されているため、最下級の第九位・天使ですらその戦闘力は地上にいるほとんどのモンスターとは比べ物にならない強さを誇る。第七位・権天使は魔戦将軍クラスを苦戦させる強さを有し、その上の能天使、力天使は彼らを瞬殺しうるほどである。

#### 四大天使
ミカエル
四大熾天使の一人。「火」の属性を司る。推定Lvは40万前後。容姿は褐色の美しい女性。炎の神剣レーヴァテインを所持する。大天使長であり、熾天使最高の実力を持つ。前大天使長（その当時、ミカエルは副官）であったルシフェルを敬愛しており、今も忘れられずにいる。D・Sに対しては「下品な人間」程度の認識だが、彼の中にルシフェル同様の何かを感じ取り、困惑している様子も見せる。
ガブリエル
四大熾天使の一人。「水」の属性を司る。推定Lvは30万前後。容姿はうら若く美しい女性。雷槌ミョルニルを所持する（ただし、劇中には扉絵にのみ登場。ラファエルの装備だったが、しつこくねだって、譲ってもらったという設定）。熾天使の威厳を感じさせないほど容姿・性格共に幼いが、それに相反して豊かな巨乳の持ち主である（D・Sによると地獄幽閉時より更に大きくなっているらしい）。大破壊時の戦争においてサタンに敗れ去り、堕天（フォールダウン）するように仕向けられて400年もの間地獄に閉じ込められていた（結果は失敗に終わっている）。D・Sに地獄から救出されたことで、人間への認識が変わりD・Sに理解を示している（懐いている）。
一旦泣き出すと「ガン泣き（本誌連載時は「超泣き」）」という超破壊力の泣き声を発し、流れ出す涙は、滝の如く怒涛の勢いで全てを飲み込む（天使の持つ神霊力から発せられる訳ではなく単に大きな声であり、無効共鳴の影響を受けない）。腕力は150万馬力を誇る。
ウリエル
四大熾天使の一人。「地」の属性を司る。推定Lvは20万前後。容姿は凛々しい男性。神槍グングニルを所持する。性格は実直で正義感に溢れ、生真面目。ベルゼバブが仕掛けた罠の結果、神の正義の為に妹のアムラエルを殺害し、自らへの罪悪感と神への背徳観念に精神が耐えられず堕天（フォールダウン）する。四大天使であった彼は七大悪魔王と同等以上の上位悪魔となり魔神人（神の下に人と書く）D・Sと激突する。激しい死闘の果てさらに発狂、力が暴走し崩壊していく最中、封印されていたアウゴエイデスが解放され再生・復元、竜戦士を召喚したD・Sと再び相まみえる。
D・Sにより再生復活したアムラエルと再会したのち、堕天の代償として存在そのものが消失した。
ラファエル
四大熾天使の一人。「風」の属性を司る。推定Lvは20万前後。容姿は長髪で知的な男性。ミョルニルをガブリエルに譲った（取られた）ため、現時点での装備は不明である。性格は温和で理知的だが時折、思案深い様子をのぞかせる。
作中では戦うシーンはほとんど見られず、狂言回し、状況の説明役としての役割が大きい。また、「背徳の掟編 最終節」ではD・Sとウリエルの戦闘が終った後、単身ベルゼバブの元へと赴くなど謎深い行動を取っている。

#### その他の天使達
六大主天使 マンエル / セヴェル / シンマニフェル / エスフェル / タロエル / ザエル
主天使（ドミニオン）。最初エスフェルがアンスラサクスに受肉して出現。残りの五体は後から出現した。ルシフェルとの舌戦、極上六天使究極合体の発動など、中心となって行動するのはエスフェルである。エスフェルには嗜虐的な性格、神の愛にも限度があるという発言など人間への怒りが描写されたが、他の五体については性格が分かるほどの描写はない。ウルトラ兄弟の使用する光線技と似た技を、これまた彼らと似たポーズから発射する。極上六天使究極合体して星幽体として現れたルシフェルと戦うが、敗れて全員死亡した。
アムラエル
力天使（ヴァーチャー）。ウリエルの実妹で、副官も務めていた。サタン襲来時の戦いで捕らえられ、コンロンと肉体を融合させられ「無効共鳴」の触媒とされる。過去、兄のウリエルが「黒色ガン」（天使が罹る疫病）に感染した際には彼の心の支えとなっており、兄妹の絆は深い。また、ウリエル共々、四大天使の他の三人とは幼馴染であるらしく、ガブリエルは「アムちゃん」と呼んでいる。
コンロン諸共D・Sに食われて消滅したかに思われていたが、D・Sの体内で霊と肉体を再構築され復活した。
※補足として主天使（ドミニオン）や座天使（ソロネ）の光の巨人の姿は彼らの光体（アウゴエイデス）である。

### 悪魔
元々は「神」に仕える天使達であったが、神が新たに「人間」を創り出す際、「我が子である人間達に仕えよ」と言われ、自分達が「神の子」ではなく神にとっての「奴隷」でしかなかったと理解、激怒し神に対して叛乱を起こした者達。高次元の精神生命体であったため、神への愛が無くなったことにより属性反転し醜悪な姿になっている。人間の召喚士も使役することが可能だが、呼び出せるのは下位の存在「デーモン」まで。上位天使が堕天した強力な存在は「デヴィル（魔神、正確には上位悪魔神族）」と呼ばれ区分される。
サタン
総ての悪魔達を率いる魔王。元は天界の大天使長ルシフェルと同一人物であったが、ルシフェルが堕天した時点で分離している。ただし描写上、2人同時に存在しているようにも見られるほか、作者も彼らを二人別々に表現しているなど、謎が多い。
拘束衣のような物を身に纏っていて、興奮するとビスが身体に食い込んでくる。地獄の第九圏コキュートスの第三層トロメア（最下層の一つ手前）に封じられていた。そして彼の暗黒体は宇宙の中心から地球を破壊するために超光速で迫りつつある状況となっている。神に対して激しい憎悪を抱いており、普段の一人称は「吾輩」だが（キャラ立てのため）、真剣になると「俺」となる。

#### 7大悪魔王
彼等はサタンに最も近い魔神であり、8つに砕けた「ユダの痛み（ジューダス・ペイン）」の欠片を体内に持ち、他の魔神達を凌駕する力の持主。だが現在はベルゼバブ以外D・Sによってジューダス・ペインを奪い取られている。悪魔達を随える存在。
アシュタロス
姿は女性。グラマーな女性と少女の2つの姿で登場する。小さい物好き。
アスモデウス
姿は男性。作中では無口でほとんどしゃべらない。実は小心者。
バエル
丸々と太った巨体で、自分のことを「ポクチン」と呼ぶ。
ビレト
姿は女性。似非関西弁（作者曰く「アタシ弁」）で話す。性格はかなり明るい。
ペイモン
姿は女性。脳天気で子供っぽい性格を持つ。リリスが好き。
ベリアル
姿は男性。7大悪魔ではベルゼバブに次ぐ地位を持つと思われるが、ベルゼバブのことはよく思っていない。激昂しやすい性格で、口調も荒々しい。悪魔王の中ではツッコミ役に回る事が多い。
ベルゼバブ
姿は男性。7大悪魔のリーダー格で地獄の宰相。様々な思惑と奸計により、D・Sや四大熾天使を動かし、ウリエルを堕天に追い込んだ。真の目的は未だ不明となっている。推定LVは100万以上。

#### 魔神
前述したように上位悪魔神族とも呼ばれる彼らの中には、主天使のおよそ6600倍程度の戦闘能力を持っているものも存在しており、上位天使と互角の力を持つ。
ポルノ・ディアノ
悪魔大元帥。地獄の第九圏コキュートスの第三層トロメアにて、サタンが引き連れた上位悪魔神族らを倒したD・Sの前に現れた。地方神あがりとして、悪魔王たちにはよく思われていない。圧倒的な力でD・Sを追い込む。抜群のスタイルの美女の姿をした悪魔であり、D・Sには「爆乳大元帥」と呼ばれている。「罪と罰編」中断によりD・Sとの戦いの結末は描かれていなかったが、「魔力の刻印編」にて明かされつつある。階級は下だが実際の戦闘力は悪魔王達に匹敵する。
コンロン
「背徳の掟編」にて登場した魔神。自称「地獄のジェントルメン」。子爵級堕天使で、レベルは約13000。本来、力では熾天使（先述）には遠く及ばないが、人間の研究によって生み出された、天使の力を無効化する技術「無効共鳴（ヴォイド・ハウリング）」により、熾天使の攻撃を悉く退けて天使の軍を壊滅寸前にまで追い込んだ。一度はD・Sの肉体を四散させるも、復活し「ユダの痛み（ジューダス・ペイン）」を平行励起させたD・Sに追い詰められ、暗黒体（アウゴエイデス）を解放して戦うも敗れる。最後は魔神人（「神」の下に「人」と書く）化したD・Sの腹部の巨大な口に喰われて死亡。彼より格上の妹がいる。

### 汎人類連合
天使と悪魔の最終戦争が始まって以降、地球（エデン）に住むヒトのみならず全ての人類が協力体制を布くこととなり、その連合体の名称を指す。エルフ、ホビビット、ドワーフをはじめ、人馬族、耳長族、有角族、レプラコーン、妖精族、人獣族など参加している種族は非常に多岐に渡り、正に全人類の集合体ともいえる連合である。
ダニ
エルフの皇女。本名は「ア'モット・アールヴ＝フィランジ・クレイド子爵・ダニ」。クラスは召喚士でレベルは1500。年齢は200歳程度。エルフ族の代表として汎人類連合を訪れる。虚神（上述の天使の軍勢に駆逐された多神教の神々）を召喚する能力により、魔神の暗黒体すら滅ぼす力を持つ。
イエロィ・ビヨ〜ン
ドワーフの王。クラスは覇王（ウォーロード）でレベルは990。魔操兵戦争時から五英雄とは知り合いでもあり、ジオ・ノート・ソートとはタメ口を利くほど親しい間柄。王者としての人徳があるが、ドワーフらしく強欲な面も持つ。
ア'レキシ・ライホ・チル・ボ・ド
ホビビットの王子にして神官長。正義感は強いが、女ったらしな性格。
ヤンネ・ウィノ・チル・ボ・ド
ア'レキシの妹。

### 怪物・精霊
スライムやオークなどは大破壊後に十賢者が創造した生物であり、イフリートやヌエ、サラマンダーなどの精霊それ以前が自然界に存在していた自然霊である。
スライム
ガラのペットとして登場。人間の衣服だけを溶かすように「改良」されている。ガラはこれを人質として捕らえたヨーコにけしかけ、ヨーコの衣服を溶かし全裸にしてしまう。なお、溶かす効果以外にも人間の女に快感を与える能力もある。これによりヨーコはガラたちの前で散々に悶え苦しめられてしまった。
鈴木土下座ェ門（すずきどげざえもん）
『週刊少年ジャンプ』掲載時の名前は空中に浮遊する目玉の付いた球体モンスター「ビホルダー」だったが、伝統的モンスターではなくテーブルトークRPG『ダンジョンズ&ドラゴンズ(D&D)』のオリジナルモンスターだったため、単行本掲載時に手足を描き足して現在の名前に変更された。明らかに世界観から浮いた名称であるが、本作の担当編集者であった鈴木が、D&D翻訳版出版元である新和に土下座してお願いしたが許可が下りなかったためこの名前になったと言われている。ビホルダー時のデザインは円英智。欄外に書かれているオンカイギョーマとは、『魍魎戦記MADARA』に登場する魍鬼・闇界睨魔（おんかいぎょうま）のことで、デザインは同じく円英智であった。
イーフリート
声 - 加藤精三 / - / 最上嗣生
齢300年を数える炎の精。自身を2000度に達する巨大な火柱に変えることができる。魔剣「炎の剣」に宿る守護者であり、火炎魔神とも呼ばれる。当初はD・Sを「小僧」呼ばわりして見下していたが、戦って敗れたことにより、D・Sを主と認め、炎の剣はD・Sの所有となった。完全版および「魔力の刻印篇」では名前がイフリートに改められている。
リンチ
声 - - / - / 鷲見昂大
「死人使い」ドシに創造されたアンデッド・ソルジャー。人間と遜色ない知性を持つ。破壊神のオプションである三種の魔道器のひとつ「悪魔の鎧（デモンメイル）」を身に着けている為、ガラやネイの攻撃も通用しない。必殺技「烈壊怒号撃滅破」で敵を吹き飛ばす（魔戦将軍のブラド・キルスも同名の技を使う）。鎧の下はフランケンシュタインの怪物のようなツギハギの体である。
サイクロプス
声 - - / - / 金子隼人
アンデッドとして登場。三種の魔道器のひとつ「妖魔の鎚鉾（デビル・メイス）」を携え、破壊神の組織を移植されたことで得た超再生能力を有する。しかし、再生を繰り返すことに耐え得る耐久力までは付与されていなかった。
OVAでは再生に耐えられる力を与えられガラ、ネイを追い詰め忍者軍団を壊滅させるが最後は原作同様D・Sに倒された。
エデ・イー
声 - - / - / 宮内敦士
本来は「リッチ」だが、D&Dシリーズのモンスターの名称であるために版権の都合で別名に変更され、エデ・イーの個人名が「リッチー」ということになっている（こちらは初出時より）。
4体が存在しているというが、メタ＝リカーナに襲来したのは、亡大国の大僧正であり、かつてD・Sに深手を負わされた事のある個体。その遺恨に加えて、三種の魔道器のひとつ「魔王の指輪（サタン・リング）」を贈られ、人間の争いに加担した。「アストラル・ボディ」という霊存在の肉体と成り得ているため、魔法を含め物理的な攻撃が及ばない。エデ・イーそのものは吸血鬼と並ぶ高レベルな闇の眷属である。
憂さ晴らしに大陸で最も歴史ある大国・深紫（デイ・パープル）王国が滅ぼされた。

#### エンシェント・ドラゴン、古巨人
ドラゴン
亜種を除けば、非常に珍しい存在で主物質界最強の生物。エルフに使役されているが、知能含め全ての能力面で優れた人間の魔法戦士を上回る存在（魔戦将軍クラスでも逃走するしかなかった）で、多くのブレス攻撃の他、竜語魔術（ドラゴン・ロア）と呼ばれる独自の魔法すら使いこなす。ここまでの説明は、大破壊後に十賢者によって創られた生物としてのドラゴンである。
それらとは別に「古竜族（上位竜族＝エルダードラゴン）」と呼ばれる、高次元空間に棲む霊的な存在のドラゴンがおり（上述の竜のモチーフとなった神話上の「本当の」ドラゴン）、彼らは現在天使と悪魔の最終戦争に置ける推移を静観している。古巨人族と同じく、天使からは神への反逆を謀る存在と注視されており、神の軍勢へ抗いうる力を持つ数少ない種となっている。
なお、天使がラーズを見た際に「竜族」と呼び、アビゲイルは「竜の因子」について指摘しているが、これは単純にドラゴンの遺伝子を示しているのではなく、竜戦士にも関わる「霊的資質」そのものを指す要素であると作者は回答している。
また、ガラが搭乗していたワイバーン（翼竜）は、竜族とはまったく異なる亜種である。
古巨人族（エンシェント・ジャイアント）
古竜族と並ぶ主物質界最強の存在で、天使達が危険視する種族。「上位巨人族」とも呼ばれ、厳密には人や普通の巨人族（汎巨人族）よりも神に近く、世俗から離れた山奥に住み、高次元構造体である「神域」の扉を守護する存在である。汎巨人族は十賢者が使役していた竜と同じく、大破壊後に神話上の存在であった古巨人族をモチーフに創造したものである。
アストラルとマテリアル（物質）の中間の肉体、高度な知能と独自の言語、恐るべき威力の魔法や「竜族と人族の魔法に対して無効」という相克を持つが、科学によって起こされた物理現象を防ぐことは適わず、「神域」の扉を守護する古巨人族の1人は、カルの機転で氷漬けにされた。

### その他
竜戦士（竜戦機、機神ルシファー）
十賢者が悪魔や天使を倒すために製作した対神・対魔兵器。個体のアウゴエイデス（光体・暗黒体）に対してはほぼ無敵の戦闘能力を誇る。魔操兵戦争においては試作型にラーズが搭乗し、D・Sと相打ちとなった。完成された機体は全8機構成で、中核の一体に搭乗者が乗り、他の機体はその指令を受け取りながら半自律的に活動するシステムとなっている。デザインは新貝田鉄也郎。
作中にて実際に稼動している様子が描かれることは少ないが、「背徳の掟編」ではD・Sが搭乗し、ウリエルのアウゴエイデス（暗黒体）と死闘を繰り広げた。なお、兵器として以前にある製造目的が隠されている。
融合の適格者は竜の因子と呼ばれる特別な資質を持った上で、十賢者が認めたものでなくてはならない。
※ダーク・シュナイダー#設定も参照。
破壊神アンスラサクス
声 - - / - / 小山茉美
破壊神。アビゲイルやカル＝スを操り、メタリオン四王国に破壊と混沌をもたらした。その正体は十賢者により生み出された「A-System」という生体兵器である。ブレス攻撃、目からの光線（アンスラビーム）、歪空間（ディストーション）による兵器や魔法の無効化、超気象兵器を使いこなし、自らの細胞を植え付けた存在を怪物化させ、ねずみ算式に増やすことができる。復活後は成長により巨大な翼竜のような姿になり、醜悪な顔と下品な言葉づかいが激しくなっている。アンスラサクスとしての自我は一応あるようであり、たどたどしい言語と静かに破滅を目指す性格である。乗り移ったドミニオンの影響が強くなるに連れて、下品さが増していっている。
エウロペアの十賢者
声 - - / - / 立川三貴、ボルケーノ太田、藤原聖侑
旧世界の科学者が自らを人工進化させ、エルフとなった一団。調停者として大破壊後の地上の復活と管理を、旧世界の魔法「科学」によって行っていた。アンスラサクス、ダーク・シュナイダー、竜戦士を生み出したのも彼らである。なお、「十」賢者を名乗っているが、かつてはもっと多人数で構成されていた。アビゲイルやオババ様のように離反したと明言されている者もいる。
自ら生み出したアンスラサクスにより大破壊の原因を招き、天使と悪魔の最終戦争を目撃した彼らはその高次の存在に魅せられ、自らの力でそれらを超える禁忌の研究を繰り返した。結果、既に彼らは悪魔へと身を落とした姿となっている。
謎の少年
2000年に一度神によって送り出される存在。現代の「救世主（メシア）」であり「アダム」とも呼ばれる。人類を導く存在。相剋の理によって悪魔王を含めたあらゆる悪魔を滅する力を持つ。「背徳の掟編」にて登場。
リリス
ベルゼバブの下に囚われている人間の美少女。前世の記憶は全て失われて（あるいは消されて）いる。容姿がティア・ノート・ヨーコに酷似しているが、現状では正体と、7大悪魔王のもとにいる理由は不明のままである。「背徳の掟編」にて登場。
少女
マカパインたちと共に行動している少女。天使と悪魔の顕現が始まった頃に弟バロンを亡くしている。その右目部分には天使の受肉がされており、シェラの符により封印に近い形で押さえ込まれていた。そのため彼女の姿は4年前から変化していなかったが、右目の天使が受肉後に封印が解けたことで一気に10代半ばまで成長した。マカパインと共にD・Sとウリエルの戦いを見届ける。

## 外伝の登場キャラクター
小説やゲームに登場した人物。

### 先代四天王
シシ・リジィ
先代四天王の筆頭格。オールバックにした金髪と極限まで鍛え上げられた鋼の如き体の僧兵。寡黙な男で《沈黙将軍》の異名を持つ。拳士団を率い、己の肉体のみを武器とし、無駄な殺生を行おうとはしない人徳者で悪の性格が多い先代の四天王の中でも唯一の「善」の性格を持つ。
イアソン・ギラン
女と見紛うほどの美貌を持つ華奢な男だが、その正体は多くの暗殺者を率いるアサシンギルドの長。D・Sに非常に従順で参謀的立場で動く。占星術が得意で魔法も使用できるが、最大の能力は誰にも気配を悟られることなく静かに標的を排除する暗殺術である。
配下のアサシン達も極めて優秀な能力を持つが、ギラン以外の命令はたとえD・Sの命令であっても聞くことはない。
ガイン・エスペランザ
全身に刺青を施す四天王で最も凶暴な男。上昇志向が激しいが、凶暴さと共に冷静さも併せ持ちD・Sの座を狙い虎視眈々と機会を窺っている。その時に備え力を増すために愛用の魔剣《魂喰らい》（ソウル・イーター）に喰わせる魂を確保するため、無関係な人であろうと殺しまくる真正の魔剣士。一定の確率で魔法を魔剣に吸収させ無効化でき、全身に埋め込まれた魔法の宝玉で物理的な攻撃から身を守ることができるため魔導師にとっては天敵のような存在である。
魔戦将軍のジオンが持つ《魂喰らい》の前所有者。カルと因縁があり、小説『‐黒い虹‐』で語られる予定。ゲーム『‐虚ろなる神々の器‐』でも第三章に登場する。
イーカル・モンロー
先代の四天王の中では唯一の女性。人間と悪魔のハーフで、D・Sに匹敵する大魔法を操る。
サディストでレズビアン、処女好きという性癖を持ち、王侯貴族の娘やそれを助けに遣わされた女聖騎士、果ては村娘までをさらい、ハーレムを形成。日々性的な拷問を行い楽しんでいた。
ハーレムを奪いに単身やってきたD・Sに敗れ、以後軍門に下る。さらにそののち、敵の攻撃からD・Sをかばい死亡した。
初出は萩原一至の画集、「裸（ぬうど）」。ゲーム『‐虚ろなる神々の器‐』でも条件を満たすと登場する。

### ゲーム版
ジン・シモン
かつてのガラの親友。共にニンジャマスターの座を目指し修行に励み、マスターに選ばれムラサメの継承者となる。ガラとは違い、真面目で古風な性格。
プレイステーション用ゲーム『虚ろなる神々の器』に登場する。

## 書誌情報

### 単行本
- 萩原一至 『BASTARD!! 暗黒の破壊神』 集英社〈ジャンプ・コミックス〉、既刊27巻（2012年3月19日現在）
  1. 「闇の反逆軍団編『登場』」1988年8月10日発売[33]、ISBN 4-08-871063-0
  2. 「闇の反逆軍団編『突入』」1988年11月10日発売[34]、ISBN 4-08-871064-9
  3. 「闇の反逆軍団編『少年』」1989年1月10日発売[35]、ISBN 4-08-871065-7
  4. 「闇の反逆軍団編『決意』」1989年3月10日発売[36]、ISBN 4-08-871066-5
  5. 「闇の反逆軍団編『動揺』」1989年5月10日発売[37]、ISBN 4-08-871067-3
  6. 「闇の反逆軍団編『禁呪』」1989年9月8日発売[38]、ISBN 4-08-871068-1
  7. 「闇の反逆軍団編『雷帝』」1989年11月10日発売[39]、ISBN 4-08-871069-X
  8. 「地獄の鎮魂歌編『叛旗』」1990年6月8日発売[40]、ISBN 4-08-871070-3
  9. 「地獄の鎮魂歌編『青嵐』」1990年11月9日発売[41]、ISBN 4-08-871831-3
  10. 「地獄の鎮魂歌編『魔境』」1991年7月10日発売[42]、ISBN 4-08-871832-1
  11. 「地獄の鎮魂歌編『聖戦』」1992年2月10日発売[43]、ISBN 4-08-871833-X
  12. 「地獄の鎮魂歌編『集結』」1992年7月3日発売[44]、ISBN 4-08-871834-8
  13. 「罪と罰編『葬列』」1993年3月4日発売[45]、ISBN 4-08-871835-6
  14. 「罪と罰編『降臨』」1993年10月4日発売[46]、ISBN 4-08-871836-4
  15. 「罪と罰編『堕天使』」1994年6月3日発売[47]、ISBN 4-08-871837-2
  16. 「罪と罰編『極限』」1995年3月3日発売[48]、ISBN 4-08-871838-0
  17. 「罪と罰編『號呼』」1996年5月10日発売[49]、ISBN 4-08-872241-8
  18. 「罪と罰編『断章』」1996年11月1日発売[50]、ISBN 4-08-872242-6
  19. 「背徳の掟編」1998年3月4日発売[51]、ISBN 4-08-872243-4
  20. 「背徳の掟編」1998年12月3日発売[52]、ISBN 4-08-872651-0
  21. 「背徳の掟編」1999年9月3日発売[53]、ISBN 4-08-872759-2
  22. 「背徳の掟編」2001年6月4日発売[54]、ISBN 4-08-873131-X
  23. 「背徳の掟編」2004年4月30日発売[55]、ISBN 4-08-873563-3
    - リリスのフィギュアが付属する限定版も発売された。

  24. 「背徳の掟編 最終節」2006年7月4日発売[56]、ISBN 4-08-873877-2
  25. 「背徳の掟編 最終節」2008年4月4日発売[57]、ISBN 978-4-08-874492-6
  26. 「背徳の掟編 最終節」2009年6月4日発売[58]、ISBN 978-4-08-874672-2
  27. 「魔力の刻印篇」2012年3月19日発売[59]、ISBN 978-4-08-870171-4

### 完全版
連載時カラー原稿完全収録、新規描き下ろしピンナップ付属。作者描き下ろし表紙（カバー）とカバー下の立体アート表紙（著名造形作家陣が担当）のダブル表紙仕様。2巻までは大幅な加筆が施されている。
- 萩原一至 『BASTARD!! -暗黒の破壊神- 完全版』 集英社〈愛蔵版コミックス〉、既刊9巻（2009年12月18日現在）
  1. 2000年12月22日発売[60]、ISBN 4-08-782661-9
  2. 2003年5月20日発売[61]、ISBN 4-08-782670-8
  3. 2005年8月19日発売[62]、ISBN 4-08-782097-1
  4. 2007年6月20日発売[63]、ISBN 978-4-08-782157-4
  5. 2007年12月20日発売[64]、ISBN 978-4-08-782164-2
  6. 2008年6月20日発売[65]、ISBN 978-4-08-782175-8
  7. 2008年12月19日発売[66]、ISBN 978-4-08-782191-8
  8. 2009年6月19日発売[67]、ISBN 978-4-08-782238-0
  9. 2009年12月18日発売[68]、ISBN 978-4-08-782260-1

### 文庫版
表紙描き下ろし。「完全版」を文庫サイズで再刊行したもの。各巻とも初回出荷分のみ表紙絵のポストカードが付属する。
- 萩原一至 『BASTARD!! 暗黒の破壊神』 集英社〈集英社文庫〉、既刊9巻（2014年9月18日現在）
  1. 「邪神の章・1」2014年5月16日発売[69]、ISBN 978-4-08-619493-8
  2. 「邪神の章・2」2014年5月16日発売[70]、ISBN 978-4-08-619494-5
  3. 「邪神の章・3」2014年6月18日発売[71]、ISBN 978-4-08-619495-2
  4. 「邪神の章・4」2014年6月18日発売[72]、ISBN 978-4-08-619496-9
  5. 「天使の章・1」2014年7月18日発売[73]、ISBN 978-4-08-619497-6
  6. 「天使の章・2」2014年7月18日発売[74]、ISBN 978-4-08-619498-3
  7. 「天使の章・3」2014年8月19日発売[75]、ISBN 978-4-08-619499-0
  8. 「天使の章・4」2014年8月19日発売[76]、ISBN 978-4-08-619500-3
  9. 「天使の章・5」2014年9月18日発売[77]、ISBN 978-4-08-619501-0

### 小説
挿絵はすべて萩原一至が担当。『魍魎達の鎮魂歌』および『悪魔の褥に横たわりて』は当初ジャンプ ジェイ ブックスから発売されたが、2001年に『黒い虹』の発売に合わせてスーパーダッシュ文庫より文庫化された。また文庫版は挿絵が数枚カットされている。
- 岸間信明 『魍魎達の鎮魂歌』
本編の約50年前の時代を舞台にした短編を三本収録。
  - 新書版：1993年3月26日発売[78]、ISBN 4-08-703001-6
  - 文庫版：2001年7月25日発売[79]、ISBN 4-08-630042-7
- 岸間信明 『悪魔の褥に横たわりて』
長編。魍魎達の鎮魂歌の続編。死者が蘇るところを目撃したD・S達が、その地に伝わる不死の秘密をめぐって謎に挑む。
  - 新書版：1993年8月4日発売、ISBN 4-08-703012-1
  - 文庫版：2001年8月21日発売[80]、ISBN 4-08-630043-5
- ベニー松山 『黒い虹』
本編より100年前の時代を舞台にD・Sと先代四天王たちが、謎の大陸「マーン＝シヘッド」の征服に乗り出す。しかしその大陸では魔法が使えなくなるという秘密がありD・Sが窮地に陥る。本作は、原案は作者である萩原が自ら手がけた完全な公式エピソードとなっている[81]。ゲーム『‐虚ろなる神々の器‐』とコラボレーションの予定だったが諸般の事情により発売が延期された。現在2巻まで。以下続刊の予定。
  1. 2001年9月21日発売、ISBN 4-08-630048-6
  2. 2004年8月25日発売、ISBN 4-08-630154-7
- 古橋秀之 『NINJA MASTERガラ外伝』
闇の反逆軍団編の後、世界の果てに飛ばされたガラがD・Sやネイのもとへ帰るまでの道中が描かれる。
  - 新書版：2012年3月19日発売、ISBN 978-4-08-703238-3
  - 文庫版：2014年10月17日発売[82]、ISBN 978-4-08-619540-9

### 関連書籍
- 『BASTARD!! DATA BOOK』2004年4月30日発売[83]、ISBN 4-08-873703-2

## OVA
1992年より1993年にかけてVHS全6巻（各1話ずつ収録）・LD全3巻（各2話ずつ収録）で販売。1999年、全話収録のDVD-BOXが発売された。
ストーリーは「闇の反逆軍団編」の途中までで、原作よりも早く襲撃したアビゲイルを復活したD・Sが撃退するところで終わっている。

### スタッフ
- 原作 - 萩原一至
- 監督 - 秋山勝仁
- 脚本 - 山口宏
- キャラクターデザイン - 北爪宏幸
- コンセプトデザイン - 幡池裕行
- 美術監督 - 池田繁美
- 色彩設定 - 中山久美子
- 撮影監督 - 小西一廣
- 音楽 - 田中公平
- 音響監督 - 岩浪美和
- 音響プロデューサー - 中野徹
- プロデューサー - 三浦亨、大徳哲雄
- 制作 - AIC
- 製作 - 集英社

### 主題歌
エンディングテーマ「モノクロームトラブル」
作詞 - 米倉利徳、真間稜 / 作曲・編曲 - 関根安里 / 歌 - 米倉利紀

### 各話リスト
| 話数  | サブタイトル               | 演出     | ストーリーボード | ストーリーボード | 作画監督 | 作画監督          |
| ----- | -------------------------- | -------- | ---------------- | ---------------- | -------- | ----------------- |
| 第1話 | 爆炎の魔術師               | 吉田徹   | 吉田徹           | 秋山勝仁         | 谷口守泰 | 木村貴宏          |
| 第2話 | 火炎魔神イーフリート       | 井出安軌 | 井出安軌         | 井出安軌         | 奥田淳   | 阿部邦博          |
| 第3話 | ニンジャマスター・ガラ     | 越智博之 | 越智博之         | 越智博之         | 越智博之 | 橋本敬史          |
| 第4話 | 不死王 ダイ・アモン        | 藤原洋英 | 藤原洋英         | 中山岳洋         | 中山岳洋 | 西井正典          |
| 第5話 | 雷帝アーシェス・ネイ       | 大張正己 | 大張正己         | 大張正己         | 恩田尚之 | 越智博之 阿部邦博 |
| 第6話 | 復活のダーク・シュナイダー | 吉田徹   | 吉田徹           | 吉田徹           | 木村貴宏 | 木村貴宏          |

## Webアニメ
「闇の反逆軍団編」に相当する第一期は全2クール（全24話）がNetflixにて全世界配信。第1クールは2022年6月30日に、第2クールは同年9月15日に配信された。2023年1月より、BS11にてテレビ独占放送（ABEMAでも同時配信）。2023年7月31日には第二期「地獄の鎮魂歌編」が配信された。。

### スタッフ（Webアニメ）
- 原作 - 萩原一至[9]
- 監督 - 尾崎隆晴[9]
- シリーズ構成 - 黒田洋介[9]
- キャラクターデザイン - 小野早香[9]
- クリーチャーデザイン - 須永賴太[9]、山田起生
- エフェクト設計 - 山田起生[9]
- クリーチャー・エフェクト総作画監督 - 橋本敬史
- プロップデザイン - スタジオ・ライブ
- デザインワークス - 渡辺岳、中島俊
- 美術監督 - 草薙、井上一宏[9]
- 美術設定 - バーンストーム・デザインラボ[9]、田中俊成、由利聡、大山裕之
- 色彩設計 - 篠原愛子[9]
- 3DCGI - FelixFilm[9]
- CGディレクター - 伊藤仁美
- CGモデリングディレクター - 島野達也
- 撮影監督 - 髙津純平[9]
- 編集 - editz、長谷川舞[9]
- 音響監督 - えびなやすのり[9]
- 音楽 - 高梨康治[9]
- 音楽ディレクター - 豊田みつひろ、小島剛
- プロデューサー - 鶴岡信哉、林俊安、宮城惣次
- アニメーションプロデューサー - 佐々木悠祐
- アニメーション制作 - ライデンフィルム[9]
- 製作 - BASTARD!!製作委員会（ワーナー ブラザース ジャパン、メディコス・エンタテインメント、クロックワークス）

### 主題歌（Webアニメ）
「Bloody Power Fame」
coldrainによる第一期オープニングテーマ。作詞はMasato、作曲はY.K.C、編曲はcoldrain。
「NEW DAWN」
coldrainによる第二期オープニングテーマ。
「BLESSLESS｣
Tielleによる第一期エンディングテーマ。作詞・作曲・編曲はThe Hide Out Studios、Tielle。
「La Muse perdue」
Tielleによる第二期エンディングテーマ。

### 各話リスト（Webアニメ）
| 話数       | サブタイトル | 脚本     | 絵コンテ          | 演出       | 作画監督 | エフェクト作画監督         | クリーチャー作画監督       | 総作画監督                                                          |
| ---------- | ------------ | -------- | ----------------- | ---------- | --- | -------------------------- | -------------------------- | ------------------------------------------------------------------- |
| Episode.01 | 登場         | 黒田洋介 | 尾崎隆晴          | 尾崎隆晴   | 小菅和久 渡辺浩二 池田志乃 冨沢和雄 前原薫 吉岡勝 星野真澄                                                                           | 山田起生                   | 山田起生 須永賴太          | 小野早香 小野田貴之                                                 |
| Episode.02 | 暴走         | 黒田洋介 | 吉田泰三          | 松川朋弘   | 志賀道憲 冨沢和雄 | 橋本敬史 山田起生          | 橋本敬史 山田起生          | 冨沢和雄                                                            |
| Episode.03 | 誘拐         | 倉田英之 | 尾崎隆晴          | 徐恵眞     | 山口光紀 小川一郎 岡田正和 | 橋本敬史                   | 橋本敬史                   | 渡邊和夫                                                            |
| Episode.04 | 突入         | 倉田英之 | 尾崎隆晴          | 白石達也   | 渡辺浩二 前原薫 吉岡勝 内野明雄 大野勉 川岸隆太                                                                                      | 山田起生 橋本敬史          | 山田起生 橋本敬史          | 小野田貴之 池田志乃                                                 |
| Episode.05 | 決着         | 倉田英之 | 北村淳一          | 北村淳一   | 緒方厚 和田賢人 鵜池一馬 北村淳一 | 山田起生 橋本敬史          | 山田起生 橋本敬史          | 小野田貴之 池田志乃                                                 |
| Episode.06 | 因縁         | 黒田洋介 | 清水聡            | 加藤大志   | WONWOO ANIMATION (Park mi hyun Kim dae jung Son kil young Ryu hyun jin)                                                              | 橋本敬史                   | 橋本敬史                   | 栗原基彦 小野田貴之 渡邊和夫                                        |
| Episode.07 | 魔獣         | 黒田洋介 | 頂真司            | 松川朋弘   | 小澤円 鎌田均 後藤孝宏 鈴木奈都子 | 山田起生 橋本敬史          | 山田起生 橋本敬史          | 渡邊和夫                                                            |
| Episode.08 | 真祖         | 倉田英之 | 頂真司            | 南康宏     | 前原薫 志賀道憲 齊藤格 大野勉 冨沢和雄 鈴木彩子                                                                                      | 山田起生 橋本敬史          | 山田起生 橋本敬史          | 柑原豆真 小野田貴之 渡邊和夫                                        |
| Episode.09 | 青爪         | 倉田英之 | 芝久保            | 村山靖     | 沼田広 小川一郎 柳瀬譲二 山口光紀 | 橋本敬史                   | 橋本敬史                   | 沼田広                                                              |
| Episode.10 | 雷神         | 黒田洋介 | 芝久保            | 白石達也   | 内野明雄 高橋敦子 吉岡勝 栗原基彦 小川一郎 山口光紀 柳瀬譲二                                                                         | 橋本敬史 山田起生 中島健人 | 橋本敬史 山田起生 中島健人 | 中村佑美子 小野田貴之 渡邊和夫                                      |
| Episode.11 | 予言         | 黒田洋介 | 永吉隆志          | 真野玲     | WONWOO ANIMATION (Son kil young Park mi hyun Kim dae jung Ryu hyun jin) 池田志乃 片田敬信                                            | 橋本敬史 山田起生          | 橋本敬史 山田起生          | 沼田広 小野田貴之 渡邊和夫 武内啓                                   |
| Episode.12 | 死生         | 黒田洋介 | おざわかずひろ    | 川久保圭史 | 緒方厚 志賀道憲 池田志乃 鵜池一馬 和田賢人 後藤孝宏 阿部達也 鈴木彩子 片田敬信                                                       | 橋本敬史 山田起生          | 橋本敬史 山田起生          | 大河内忍 渡邊和夫 小野田貴之 武内啓                                 |
| Episode.13 | 動揺         | 黒田洋介 | 尾崎隆晴          | 松川朋弘   | 小澤円 鎌田均 後藤孝宏 鈴木奈都子 | 橋本敬史 山田起生          | 橋本敬史 山田起生          | 中村佑美子 池田志乃                                                 |
| Episode.14 | 感泣         | 倉田英之 | 吉田泰三          | 南康宏     | 小川一郎 山口光紀 柳瀬譲二 亀山進矢                                                                                                  | 中島健人 橋本敬史 須永頼太 | 中島健人 橋本敬史 須永頼太 | 小野田貴之 沼田広 武内啓 小菅和久                                   |
| Episode.15 | 凱旋         | 倉田英之 | 清水聡            | 村山靖     | WONWOO ANIMATION (Park mi hyun Kim dae jung Son kil young Ryu hyun jin) 冨沢和雄 鈴木彩子 片田敬信 石田啓一 中井恵巳 梅田香 大河内忍 | 橋本敬史 山田起生          | 橋本敬史 山田起生          | 小野田貴之 渡邊和夫 武内啓 小菅和久 佐藤千春                        |
| Episode.16 | 禁呪         | 黒田洋介 | 坂本一也          | 真野玲     | 冨沢和雄 前原薫 渡辺浩二 志賀道憲 大野勉                                                                                             | 橋本敬史 山田起生          | 橋本敬史 山田起生          | 池田志乃 中村佑美子                                                 |
| Episode.17 | 指輪         | 黒田洋介 | 頂真司            | 山本辰     | 前原薫 緒方厚 鵜池一馬 大河内忍 和田賢人 箕輪豊                                                                                      | 中島健人 橋本敬史 須永頼太 | 中島健人 橋本敬史 須永頼太 | 渡邊和夫 池田志乃 武内啓 小菅和久                                   |
| Episode.18 | 秘剣         | 倉田英之 | 頂真司            | 川久保圭史 | 冨沢和雄 前原薫 吉岡勝 小川一郎 山口光紀 小林ゆかり                                                                                  | 橋本敬史 山田起生          | 橋本敬史 山田起生          | 小野田貴之 柑原豆真 武内啓 佐藤千春                                 |
| Episode.19 | 雷帝         | 倉田英之 | 頂真司            | 茉田哲明   | WONWOO ANIMATION (Park mi hyun Kim dae jung Son kil young)                                                                           | 橋本敬史 山田起生          | 橋本敬史 山田起生          | 小野田貴之 渡邊和夫 池田志乃 中村佑美子 武内啓                      |
| Episode.20 | 暴虐         | 倉田英之 | 頂真司            | 村山靖     | 後藤孝宏 鎌田均 小澤円 鈴木奈都子 | 橋本敬史 山田起生          | 橋本敬史 山田起生          | 小野田貴之 渡邊和夫 沼田広 武内啓 小菅和久                          |
| Episode.21 | 激闘         | 倉田英之 | 久保雄介          | 真野玲     | 冨沢和雄 前原薫 大野勉 亀山進矢 阿部弘樹                                                                                             | 橋本敬史 山田起生 中島健人 | 橋本敬史 山田起生 中島健人 | 小野田貴之 渡邊和夫 武内啓 小菅和久 佐藤千春 北原広大               |
| Episode.22 | 結章         | 黒田洋介 | 金井次朗          | 室谷靖     | 渡辺浩二 志賀道憲 緒方厚 鵜池一馬 大河内忍 和田賢人                                                                                  | 橋本敬史 山田起生          | 橋本敬史 山田起生          | 小野田貴之 池田志乃 佐藤千春 北原広大                               |
| Episode.23 | 消滅         | 黒田洋介 | 頂真司            | 曽根利幸   | 前原薫 吉岡勝 渡辺浩二 小川一郎 山口光紀                                                                                             | 橋本敬史 山田起生          | 橋本敬史 山田起生          | 沼田広 小菅和久                                                     |
| Episode.24 | 終焉         | 黒田洋介 | 尾崎隆晴          | 有冨興二   | 大野勉 後藤孝宏 鎌田均 小澤円 鈴木奈都子 亀山進矢 箕輪豊 小野田貴之 渡邊和夫                                                         | 橋本敬史 山田起生 中島健人 | 橋本敬史 山田起生 中島健人 | 小野田貴之 小野早香 渡邊和夫 沼田広 武内啓 佐藤千春 北原広大 黒鳥剣 |
| Episode.25 | 叛旗         | 黒田洋介 |                   |            | |                            |                            |                                                                     |
| Episode.26 | 運命         | 黒田洋介 |                   |            | |                            |                            |                                                                     |
| Episode.27 | 青嵐         | 黒田洋介 |                   |            | |                            |                            |                                                                     |
| Episode.28 | 黎明         | 黒田洋介 |                   |            | |                            |                            |                                                                     |
| Episode.29 | 氷雪         | 黒田洋介 | 室谷靖            | 茉田哲明   | 小澤円 大河内忍 高橋敦子 吉田伊久雄 UEC YS.Kwon SK.Lim                                                                               | 橋本敬史                   | 橋本敬史                   | 黒鳥剣                                                              |
| Episode.30 | 出航         | 黒田洋介 | 白石達也          | 白石達也   | 鎌田均 志賀道憲 大河内忍 柳瀬譲二 阿部弘樹 吉岡勝                                                                                    | 橋本敬史                   | 橋本敬史                   | 沼田広 小菅和久 橋本英樹 箕輪豊 小野田貴之 渡邊和夫 武内啓          |
| Episode.31 | 転移         | 黒田洋介 | 頂真司            | 本間みなみ | 亀山進矢 鎌田均 後藤孝宏 山口光紀 吉岡勝 冨沢和雄 森悦史                                                                             | 須永頼太                   | 須永頼太                   | 池田志乃 沼田広 箕輪豊 渡邊和夫                                     |
| Episode.32 | 魔境         | 黒田洋介 | 奥村よしあき      | 本間みなみ | 前原薫 後藤孝宏 冨沢和雄 渡辺浩二 鈴木奈都子 吉岡勝 箕輪豊 大河内忍 片田敬信 小川ユメキ 柑原豆真 北原広大                            | 橋本敬史                   | 橋本敬史                   | 森田実 武内啓 小澤円 池田志乃                                       |
| Episode.33 | 伝説         | 黒田洋介 | 清水聡            | 川久保圭史 | 平村直紀 志賀道憲 鎌田均 柑原豆真 | 橋本敬史                   | 橋本敬史                   | 箕輪豊 小澤円 小野田貴之 渡邊和夫 武内啓                            |
| Episode.34 | 遠雷         | 黒田洋介 | 尾崎隆晴 永居慎平 | 大久保朋   | 緒方厚 山口光希 阿部弘樹 鵜池一馬 森悦史 大河内忍 志賀道憲 後藤孝宏                                                                  | 橋本敬史                   | 橋本敬史                   | 池田志乃 沼田広                                                     |
| Episode.35 | 聖戦Ⅰ        | 黒田洋介 | 青柳隆平          | 曽根利幸   | 渡辺浩二 和田賢人 鈴木奈都子 mika 前原薫 江藤大気 三橋桜子 中熊太一 浅尾宏成 小澤円 森田実                                           | 橋本敬史 須永頼太          | 橋本敬史 須永頼太          | 小澤円 森田実 渡邊和夫 小野田貴之 武内啓                            |
| Episode.36 | 聖戦Ⅱ        | 黒田洋介 | 橋本敬史          | 橋本敬史   | 橋本敬史 黒鳥剣 柑原豆真 | 橋本敬史                   | 橋本敬史                   | 黒鳥剣                                                              |
| Episode.37 | 聖戦Ⅲ        | 黒田洋介 | 尾崎隆晴 永居慎平 | 鳥羽聡     | 前原薫 江藤大気 阿部弘樹 渡辺浩二 鈴木奈都子 中熊太一 和田賢人 なまためやすひろ 宮田奈保美 内野明雄 村松尚雄 後藤孝宏                | 須永頼太                   | 須永頼太                   | 池田志乃 沼田広 大河内忍 箕輪豊 森田実 小野田貴之 渡邊和夫 武内啓   |
| Episode.38 | 聖戦Ⅳ        | 黒田洋介 | 尾崎隆晴 永居慎平 | 有冨興二   | 緒方厚 山口光紀 mika 志賀道憲 鎌田均 三橋桜子 鵜池一馬 吉岡勝 後藤孝宏 冨沢和雄 橋本淳稔 小川一郎                                    | 奥野倫史                   | 奥野倫史                   | 森田実 小澤円                                                       |
| Episode.39 | 集結         | 黒田洋介 | 尾崎隆晴          | 川久保圭史 | 箕輪豊 前原薫 鈴木奈都子 志賀道憲 緒方厚 山口光紀 亀山進矢 森悦史 阿部弘樹 冨沢和雄                                                  | 須永頼太 橋本敬史          | 須永頼太 橋本敬史          | 小野早香 渡邊和夫 小野田貴之 池田志乃 沼田広 森田実                 |

### Webラジオ（Webアニメ）
『『BASTARD!! －暗黒の破壊神－』闇のラジオ編』のタイトルで、YouTube「Warner Bros. Japan Anime」チャンネルにて配信された。パーソナリティは、ダーク・シュナイダー役の谷山紀章。ディレクターは北迫大輔。
- 2022/07/20 #01、2022/07/27 #02、2022/08/03 #03 ゲスト：楠木ともり（ティア・ノート・ヨーコ役）
- 2022/08/17 #04、2022/08/31 #05 ゲスト：日笠陽子（アーシェス・ネイ役）
- 2022/09/14 #06、2022/09/28 #07 ゲスト：安元洋貴（ニンジャマスター・ガラ役）
- 2022/10/12 #08、2022/10/26 #09 ゲスト：東山奈央（シーラ・トェル・メタ＝リカーナ役）
- 2022/11/09 #10、2022/11/23 #11 ゲスト：杉田智和（アビゲイル役）
- 2022/12/07 #12、2022/12/21 #13 ゲスト：伊藤静（カイ・ハーン役）

## その他関連商品

### ドラマCD・カセットブック
- 外伝 四天王邂逅篇 巻之一
- 外伝 四天王邂逅篇 巻之二
- 外伝 巻之三 魔導王封印篇
- ワンダフリャ・メガデス

### サウンドトラックCD
- BASTARD!!-暗黒の破壊神 音楽篇Vol.1
OVA第1・2話のサウンドトラック。
- BASTARD!!-暗黒の破邪神-Vol.2 BASTARD・TV
｢BASTARD!!の世界にテレビがあったら｣という想定で、登場人物達が演じる１日の放送内容を描くお遊び企画ドラマCD。
- BASTARD!!-暗黒の破壊神VOL.3 続・音楽篇
OVA第3～6話のサウンドトラック。
- BASTARD!! 虚ろなる神々の器 オリジナルサウンドトラック
- BASTARD!! 虚ろなる神々の器 オフィシャルサウンドトラック
- BASTARD!! -暗黒の破壊神- オリジナル・サウンドトラック
webアニメのサウンドトラック。2022年10月1日発売。

### ゲーム

#### 単独作品
- BASTARD!! -暗黒の破壊神-（SFC、1994年、コブラチーム）[89]
3Dのステージを上空を含めて自由に移動しながら戦うバトルゲーム。ボタンが配置された方向に攻撃が逸れて行く仕様であり、遠距離攻撃がこのゲームの戦術の最終形である。しかし傍から見ているとノーガードの公開雪合戦にしか見えないため、ゲームとしての評価は決して高くはない[90]。
- BASTARD!! -虚ろなる神々の器-（PS、1996年、セタ）
- BASTARD!! -ONLINE-（my GAMECITY、開発中止）[91]
- BASTARD!! -暗黒の破壊神-（Mobage、2014年6月25日～2015年12月28日、対象年齢18歳以上）

#### 客演作品
- 週刊少年ジャンプ オレコレクション!（スマートフォン、2017年 - 2020年、バンダイナムコエンターテインメント）
- 戦国炎舞 -KIZNA-（スマートフォン、2018年（期間限定）、サムザップ）[92]
仲間としてダーク・シュナイダー、ヨーコ、ガラ、およびイベント敵将としてコンロン、ミカエル、ウリエルが登場。
- ジャンプチ ヒーローズ（スマートフォン、2018年 - 2024年、LINE）
- 週刊少年ジャンプ 実況ジャンジャンスタジアム（スマートフォン、2018年 - 2019年、コナミデジタルエンタテインメント）

### パチスロ
- BASTARD!! -暗黒の破壊神-（2012年11月5日、DAXEL）
- CRバスタード!! -暗黒の破壊神-（2016年4月4日、ニューギン）
- CRAバスタード!! -暗黒の破壊神- N-V（2016年10月3日、ニューギン）

## その他
作画
初期の『週刊少年ジャンプ』での連載当時から掲載を重ねるにつれ、作画はスクリーントーンを多用する手法にて、よりリアルに緻密化される傾向が見受けられた。しかし反面、掲載の一部作画が簡易なものとされることもしばしばあった（2ページにわたりコマが書き文字のみとされたこともある）。
1990年より『週刊少年ジャンプ増刊』に移ってからの連載は、同誌が季刊ということもあり、より作画の緻密化が増している。その当時から現在に至るまで緻密さにこだわった作画手法は維持され続けているが、二度目の『週刊少年ジャンプ』、『ウルトラジャンプ』での連載は、ペン描画・下書きのみの段階の原稿が掲載されたこともある。
ただし、雑誌掲載時の作画不備は収録コミックスにおいて、およそ加筆・修正されている。それがなくとも一部の改稿や、描き下ろしの追加もあり、近年の刊行巻になるにつれ多く目立っている。
作風・影響
萩原が熱烈なヘヴィメタルファンと言うこともあって上記で説明したとおり、キャラクターや呪文の名前にヘヴィメタル系のミュージシャンやバンド名、アルバムタイトルなどに由来するものが多いが、この件に関して日本のヘヴィメタル雑誌『BURRN!』誌初代編集長の酒井康からは「自分のアイデアでもないのにモロにジューダス王国とか付けられると嫌悪感を覚える」と批判されているが、BURRN!と同じ出版元であるヘドバン編集部側は「（BASTARD!!がきっかけで）ヘヴィメタルに興味を持った少年（読者）は多いのでは？」と本作品がヘヴィメタルへの普及に貢献している事を評している。
陰陽座のリーダー瞬火はヘヴィメタルに興味を持ったきっかけとなったのは『BASTARD!!』であると公言している。
休載・連載の中断
本作は二度の『週刊少年ジャンプ』での連載を経験しているが、そのどちらも中断されており、直前には休載が目立っている。1996年に『週刊少年ジャンプ増刊』での連載も中断しているが、これについてはあらかじめ二度目の『週刊少年ジャンプ』本誌への連載移行が決定していた。
また『週刊少年ジャンプ増刊』から再度の『週刊少年ジャンプ』への掲載・連載再開までは期間が開いており、萩原はその間に中断された以後の「罪と罰編」の原稿を8割方制作している。それら本来単行本の19巻の内容となるはずだった150ページ前後の未発表原稿は、萩原が発行する同人誌『BASTARD!! -未使用・改訂版-』において発表されている。
単行本の改訂
単行本9巻と18巻は重版出来に際し、改訂されている。改訂の理由は定かではないが、9巻初版の表紙イラストは全裸のD・Sが共に全裸のティア・ノート・ヨーコを抱きかかえている画であり、18巻初版の表紙イラストはD・Sを中心にシーラ・トェル・メタ=リカーナをはじめとする美女キャラクターらが取り囲んでおり、全員が半裸の画である。18巻はまた改訂において内容にも多く加筆修正がなされている。性描写における局部の描画、修正の手法なども改められた。
なお改訂ではないが14巻の表紙画は、小説『BASTARD!! II 悪魔の褥に横たわりて』の表紙画であるD・Sが全裸のアーシェス・ネイを抱き寄せている画に手を加え、ネイが衣装を着た状態にされた画が用いられている。
単行本出版のペース
1996年の『週刊少年ジャンプ増刊』での連載時期は、単行本の出版ペースがおよそ年2冊の割合であった。だが1997年の『週刊少年ジャンプ』への連載移動後の19巻の出版は1年の間を置くものとなっている。その後『週刊少年ジャンプ』での連載を収録した1999年までの20巻、21巻の刊行は再び年2冊のペースとなるが、2001年の『ウルトラジャンプ』への連載移動後の掲載を収録した22巻から最新巻である2012年の27巻まではいずれも刊行まで1年以上の間が空いている（22巻の出版から次の23巻までの出版の間は3年近く、27巻の刊行からは2021年6月現在で9年以上経過している）。
※（萩原一至の記事も参照）